# Satyricon
Vous lisez un « article de qualité » labellisé en 2011.
Pour les articles homonymes, voir Satyricon (homonymie).
« Satiricon » redirige ici. Pour le trimestriel, voir Satiricon (journal).
Le Satyricon, également orthographié Satiricon, dont la forme au pluriel « les Satyrica » est préférable, est un roman satirique écrit en latin et attribué, sans certitude absolue, à Pétrone. Le roman, considéré comme l'un des premiers de la littérature mondiale, mêle vers et prose, latin classique et vulgaire. Il est constitué par un récit-cadre (titré généralement les « Aventures d'Encolpe ») et trois récits enchâssés : L'Éphèbe de Pergame, La Matrone d'Éphèse et le Festin chez Trimalcion, autant d'intrigues à la vaste postérité littéraire.
Le récit conte les aventures, dans une Rome décadente (très certainement avant la fin du Ier siècle), de deux jeunes gens, Encolpe et Ascylte, ainsi que du jeune amant du premier, l'adolescent Giton. Encolpe a été frappé d'impuissance par le dieu Priape alors que son ami et rival, Ascylte, convoite l'amour de Giton. Au cours de leurs pérégrinations, ils sont invités à un splendide festin organisé par un riche affranchi, Trimalcion, de chez qui ils parviennent à s'enfuir. Après une nouvelle dispute entre Encolpe et Ascylte au sujet de Giton, ils se séparent. Giton part avec Ascylte, mais retrouve ensuite Encolpe qui a alors rencontré le poète Eumolpe. Ils embarquent et font naufrage, à la suite d'une tempête, près de Crotone. Encolpe fait ensuite la rencontre de Circé, une habitante de Crotone, mais, frappé de nouveau d'impuissance, il décide d'aller se faire soigner chez Œnothéa, prêtresse de Priape. Le récit est suivi de plusieurs fragments, de tailles inégales.
L'identité de l'auteur du Satyricon demeure l'objet de polémiques. Tour à tour identifié à un proche de Néron, au secrétaire de Pline le Jeune ou à un Massaliote, voire à plusieurs auteurs différents, l'autorité de Pétrone sur le Satyricon est remise en cause par l'étude du contexte social et politique du roman. Puisant aux sources de la tradition romanesque grecque, et notamment dans le genre milésien, le Satyricon préfigure le roman picaresque. Il constitue une innovation littéraire pour l'Antiquité, si bien qu'il a pu être considéré comme le premier roman européen. L'histoire du texte est complexe : le Satyricon actuel est issu de plusieurs manuscrits dont les cheminements sont encore obscurs. L'édition princeps du Satyricon est publiée, sous le nom d'auteur de « Petronius Arbiter », à Milan en 1482, mais la première édition complète du roman est publiée à Amsterdam en 1669.
L'identification générique, et l'héritage de Pétrone, se reconnaissent dans le titre du roman. Celui-ci est en effet une dérivation du latin satura, qui signifie « mélange, pot-pourri », mais qui qualifie aussi des histoires de satyres. Le double sens fait à la fois du Satyricon un roman de la débauche sexuelle et morale et le réceptacle de récits enchâssés qui préfigure le roman moderne. En dépit de plusieurs incohérences narratives, le Satyricon est écrit dans un latin populaire qui témoigne de la recherche esthétique et sociologique de Pétrone.
L'intrigue est essentiellement fondée sur la fuite et l'errance des personnages. Ces derniers, et en particulier le trio des protagonistes, sont dépeints comme des jeunes marginaux, objets de la violence de la société et des femmes. Roman de l'homosexualité également, les détails que fournit Pétrone ont permis de mieux comprendre les mœurs romaines. Le Satyricon est pensé comme un message à la civilisation : par la description de la décadence et de la vie en marge, son auteur témoigne de la déshérence de la jeunesse romaine, en proie à la violence et à la duplicité. Considéré également comme le roman des affranchis, l'observation satirique se double d'une parodie constante faite aux grands textes classiques gréco-romains, et notamment à l'Odyssée.
Pétrone décrit le monde, les comportements et la vie quotidienne romaine à la manière d'un naturaliste. Ses personnages surtout, dans leurs psychologies et leurs relations interpersonnelles, atteignent une dimension moderne. Plusieurs traductions existent, et, parmi elles, celle, classique, de Louis de Langle ou celle, plus triviale, de Laurent Tailhade font autorité. Le Satyricon a profondément influencé la littérature mondiale et a été adapté au cinéma, notamment par le réalisateur italien Federico Fellini en 1969, en bande dessinée et à l'opéra.

## Résumé et organisation

### Résumé

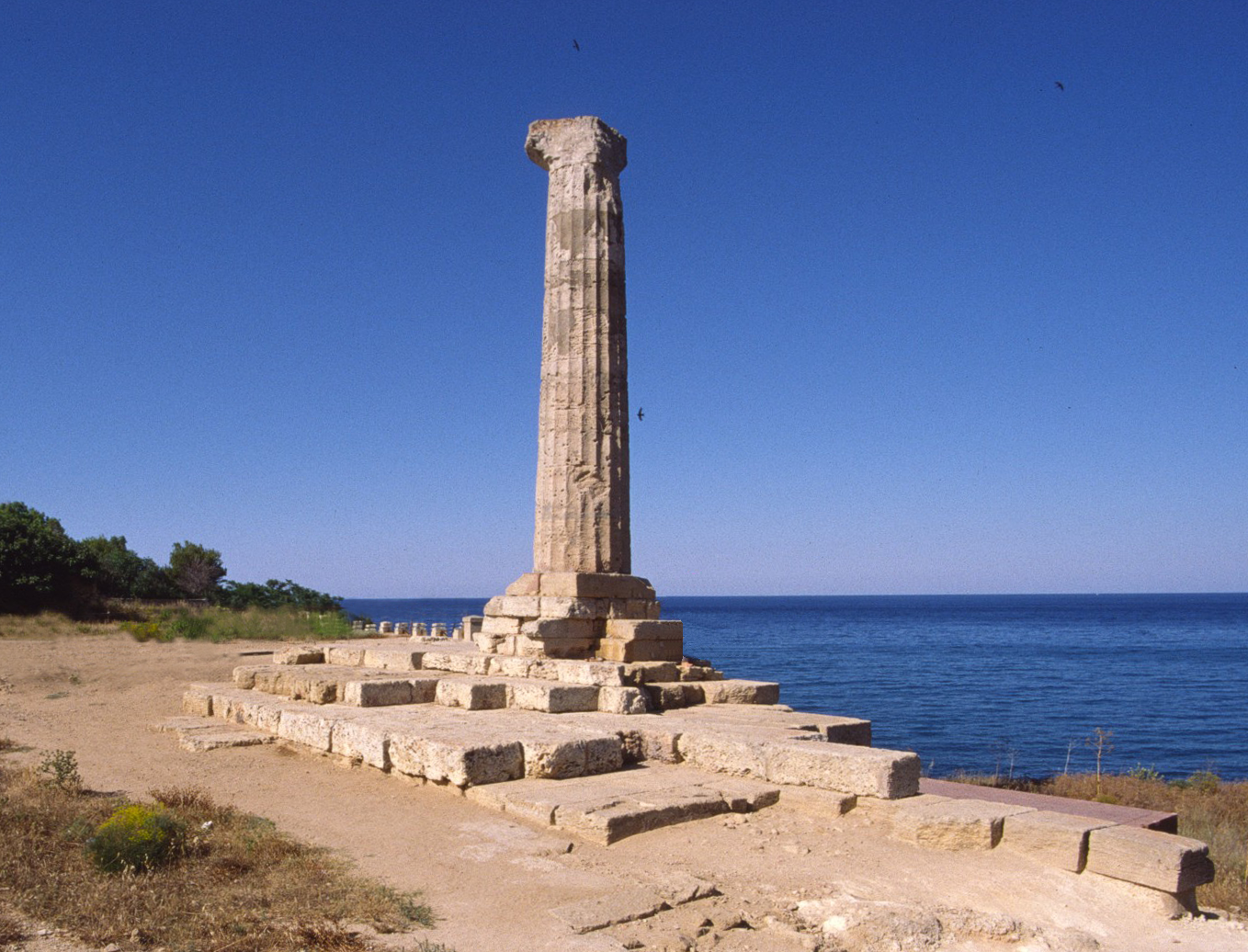
Restes du temple d'Héra non loin de Crotone, en Calabre.

L'histoire du Satyricon, plus précisément de sa version éditée, peut se diviser, selon Hubert Zehnacker et Jean-Claude Fredouille, en cinq parties qui scandent le récit.
Les « premières aventures » (chapitres I à XXVI) découvrent une action se passant d'abord dans une ville côtière de la Campanie, peut-être Pouzzoles. Après avoir écouté le rhéteur Agamemnon, tenant divers propos sur l'éloquence et l'éducation, le narrateur, Encolpe, s'égare dans un lupanar, puis se retrouve dans une caupona crapuleuse où il retrouve Ascylte, avec qui il se bat pour la propriété exclusive du jeune Giton. Encolpe et Ascylte, qui ont volé un manteau, essayent de le revendre au marché. Ils aperçoivent entre les mains d’un des marchands une vieille tunique qu’ils avaient perdue auparavant et dans la doublure de laquelle ils ont dissimulé leurs pièces d’or. Ils tentent alors d'échanger le manteau contre la tunique. Par mégarde, ils interrompent ensuite l'esclave de la prêtresse de Priape en train d'exécuter un sacrifice. De retour chez eux, où Giton les attend pour souper, Psyché, la servante de la prêtresse de Priape Quartilla, vient les accuser d’avoir troublé le sacrifice que sa maîtresse avait offert à Priape et, ainsi, d'avoir offensé le dieu. Quartilla se présente ensuite et demande réparation. Elle les fait fouetter en leur faisant jurer de taire les mystères qu'ils ont surpris dans le temple du dieu. Elle oblige alors Giton à déflorer une jeune fille de sept ans du nom de Pannychis, sous ses yeux, et sur un tapis posé à même le sol par sa servante. Le trio d'amis parvient à s'échapper puis un esclave d’Agamemnon vient leur rappeler qu’ils sont invités à dîner chez Trimalcion.
Vient ensuite le « festin chez Trimalcion » (Cena Trimalcionis, chapitres XXVII à LXXVIII) : le trio se retrouve invité chez le Syrien affranchi Trimalcion, qui possède une somptueuse demeure, décrite en détail par le narrateur. Le repas est également minutieusement décrit, à la fois les différents plats et les propos de leur hôte et des convives. Plusieurs divertissements égayent la soirée : des danses, des équilibristes et des lectures de récits divers se succèdent. Lorsque le marbrier Habinnas fait son entrée, toute la salle est ivre. Après l'arrivée des esclaves, Trimalcion fait la lecture de son testament et décrit son monument funéraire. Puis, tous les convives se retrouvent au bain, où Trimalcion fait le récit de sa vie d'ancien esclave devenu affranchi. Ascylte profite du sommeil d'Encolpe pour sodomiser Giton, et parvient à le décider de partir avec lui. Se rendant compte de la disparition de Giton, Encolpe quitte lui aussi la demeure de Trimalcion.

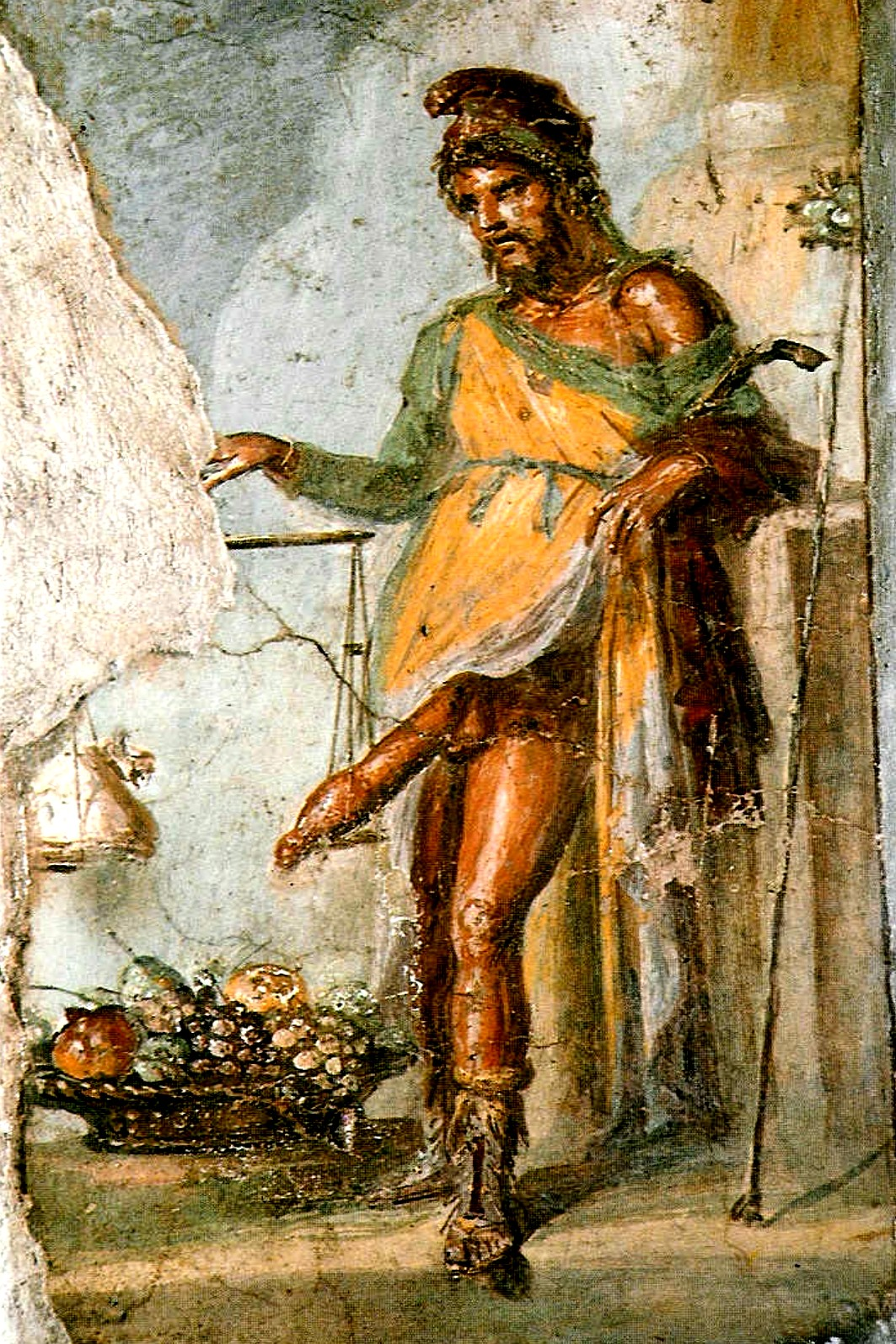
Le dieu Priape représenté sur une fresque, à Pompéi.

Le troisième mouvement du récit relate l'« infidélité et le retour de Giton » (chapitres LXXIX à XCIX) : Giton accompagne Ascylte ce qui provoque le désespoir d'Encolpe. Ce dernier fait la rencontre, dans une galerie de tableaux (pinacotheca) du poète de bas étage Eumolpe. Ils s'entretiennent à propos de certains tableaux dont le sens lui échappe. Le poète lui rétorque des discours surannés et pessimistes, puis lui récite un poème sur la prise de Troie. Encolpe retrouve Giton, et, avec Eumolpe, ils embarquent sur le premier navire en partance.
Lors de la quatrième partie du texte, « la navigation » (chapitres C à CXXV), les trois amis apprennent que le navire appartient à Lichas, l'ancien maître d'Encolpe et de Giton. La femme du capitaine, Tryphèma, s'empare de Giton et en fait son amant. Giton veut s'émasculer et alors que Lichas, le capitaine du navire, discourt sur les illusions du monde et la doctrine d'Épicure, ils tentent donc de lui échapper mais sont repris. Après une bagarre générale, tous font la paix. Ils écoutent la fable de La Matrone d'Éphèse narrée par Eumolpe. Mais bientôt une tempête éclate et le navire fait naufrage. Les trois amis sont rejetés sur une plage près de la ville de Crotone. Ils apprennent que les captateurs de testaments y sévissent. Intéressés par ce moyen aisé de gagner de l'argent, ils décident d'en apprendre davantage. Eumolpe récite par la suite un poème sur la guerre civile romaine.
La dernière partie raconte les aventures d'Encolpe et de Circé. Pour gagner sa vie à Crotone, Encolpe se prostitue. Il fait la rencontre d'une patricienne et habitante de Crotone, Circé (chapitres CXXVI à CXLI) : leurs entrevues amoureuses sont décrites en détail, ainsi que la défaillance sexuelle d'Encolpe et les reproches de Circé. Croyant être victime d'un sortilège de la part de Priape, Encolpe demande conseil à Prosélénos, prêtresse de ce dieu. Elle le bat avec son balai après avoir récité une litanie mais le charme ne se rompt pas. Encolpe décide ensuite d'aller se faire soigner chez Œnothéa, également prêtresse de Priape. Cette dernière lui enfonce dans l'anus un fascinum en cuir enduit d'huile et de poivre puis elle bat son sexe avec une botte d'orties vertes. Encolpe voit son sexe de nouveau revigoré.
Des fragments, très décousus, font suite à ces aventures et reviennent sur l'épisode des captateurs de testaments, à Crotone. On ignore cependant de quelle manière se termine le roman.

### Organisation
Le Satyricon constitue un « agrégat de fragments disséminés ou fabriqués au gré de la traduction manuscrite. » Selon Louis de Langle, le texte que nous possédons se compose de trois parties : la première et la dernière racontent les aventures d'Encolpe et de ses amis, la seconde, qui est « un hors-d'œuvre » en quelque sorte, décrit un banquet donné par l'affranchi Trimalcion. Cependant, note Pierre Grimal, le texte édité aujourd'hui sous le nom de Satyricon « n'est pas l'œuvre entière, mais une collection de fragments, transmis par différents manuscrits et disposés selon des critères de vraisemblance de façon à reconstituer, tant bien que mal, la suite du roman et à dégager une intrigue. » Le plus considérable de ces fragments est le festin chez Trimalcion (ou Trimalchion), qui suffit seul à fonder la réputation de Pétrone.
Le récit se passe d'abord en Campanie, dans une ville non identifiée près de Naples, peut-être Pompéi ou Oplontis, voire Herculanum, puis à Cumes et enfin à Crotone.

## Auteur
La « quaestio Petroniana » (c'est-à-dire le débat sur l'identité de Pétrone et sur l'attribution à celui-ci du Satyricon) a produit nombre d'hypothèses. Selon André Daviault, les recherches tendent en majorité à montrer que le Pétrone auteur du Satyricon est bien Titus Petronius Niger. Hubert Zehnacker et Jean-Claude Fredouille soulignent le fait que « la personnalité de Pétrone est aussi mal connue que l'époque à laquelle il a vécu. » Deux hypothèses majoritaires existent à ce propos : une première situe Pétrone, auteur du Satyricon, sous le règne de Néron, alors que la seconde le place après cet empereur, soit sous l'époque flavienne (69-96), soit sous celle des Antonins. L'édition révisée du Gaffiot distingue, dans sa rubrique « Auteurs et ouvrages cités en abrégé », entre Titus Pétronius, courtisan de Néron et Pétrone Arbiter, auteur du Satyricon.

### Pétrone de l'époque néronienne
« Mais, sous les noms de jeunes impudiques et de femmes perdues, il traça le récit des débauches du prince, avec leurs plus monstrueuses recherches, et lui envoya cet écrit cacheté, puis il brisa son anneau, de peur qu'il ne servît plus tard à faire des victimes. »

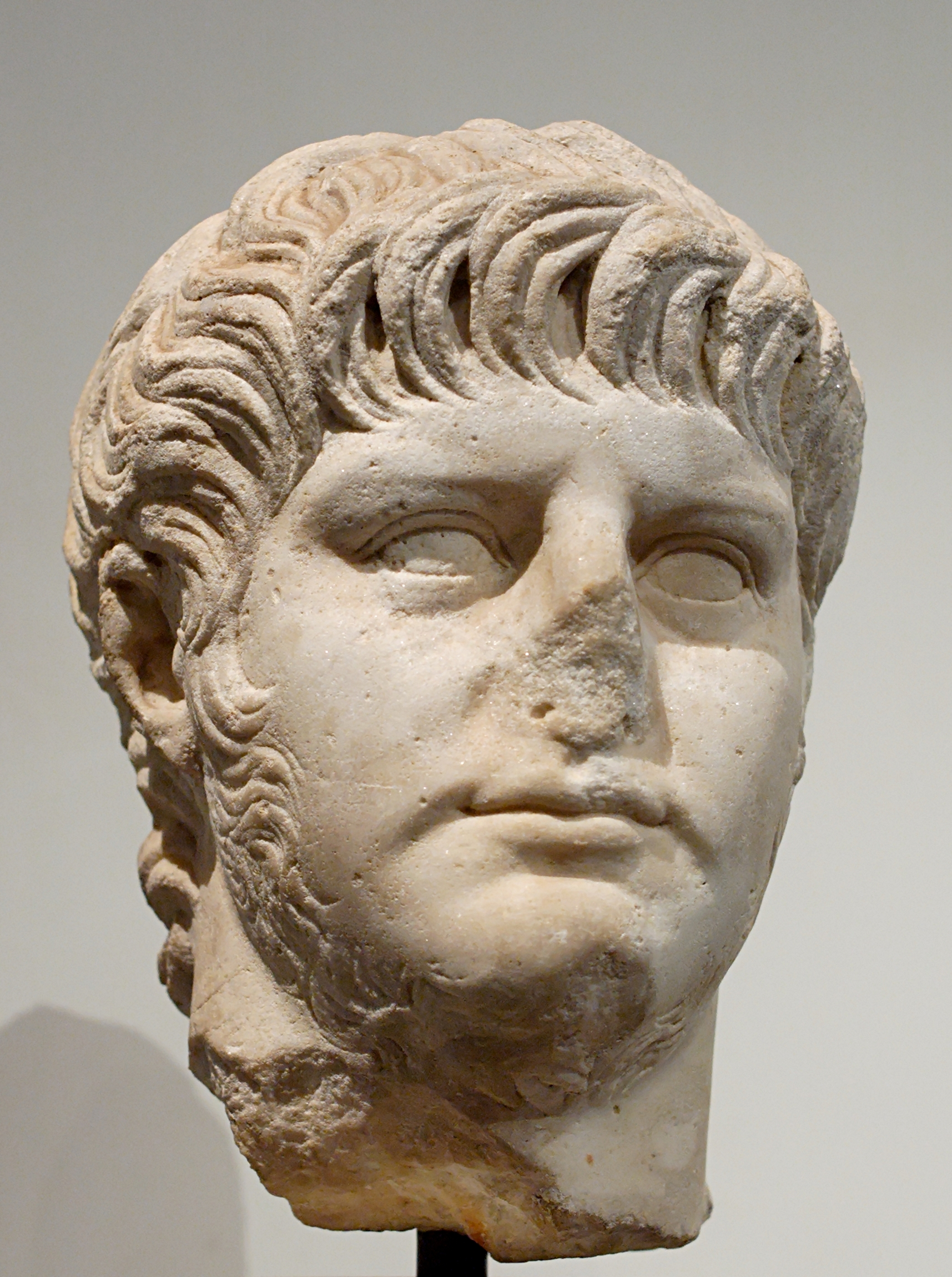
Buste de l'empereur Néron sous le règne duquel Pétrone aurait rédigé son Satyricon.

Plusieurs personnes de prestige du nom de « Pétrone » existent au Ier siècle dans l'empire romain, époque de rédaction supposée du roman. Il semble toutefois que l'écrivain, qui signe son texte du nom de « Petronius Arbiter », soit très probablement un certain Caius (ou Titus parfois) Petronius Niger (ou même : Gaïus Petronius selon Jean-Claude Féray), gouverneur de Bithynie, puis consul suffect en 61 ou 62, selon Hubert Zehnacker et Jean-Claude Fredouille. Pétrone Arbiter est cité chez Tacite (Annales, livre XVI, 18-19) qui le dépeint comme un personnage « voluptueux, plein de raffinement et d'insouciance » ; devenu l'ami et le protégé de Néron, il passe à la cour pour un « arbitre des élégances », elegantiae arbiter en latin. L'expression signale une personnalité esthète. Toujours selon Tacite, il semble que, par la suite, Pétrone ait été disgracié auprès de Néron par un rival, le préfet du prétoire Tigellin, jaloux de lui. Après avoir dicté, lors d'un voyage de Néron en Campanie, un récit des débauches de l'empereur, Pétrone semble s'être suicidé à Cumes, en 67, en adoptant une attitude désinvolte et ce, fidèlement à sa réputation. Il passe pour s'être ouvert les veines dans son bain, après avoir fait parvenir son récit satirique à Néron. Selon Tacite en effet, avant de mourir, Pétrone a composé une description fleurie des débauches de Néron et la lui a envoyée sous pli cacheté. L'identité entre ce personnage historique et l'auteur du Satyricon est présentée comme une certitude au XVIe siècle par Pierre Pithou et reste l'hypothèse défendue par la majorité des spécialistes modernes. Hubert Zehnacker et Jean-Claude Fredouille considèrent que Pétrone a bien vécu sous les Julio-Claudiens et que le Satyricon a été rédigé à la fin du règne de l'empereur Néron. Pierre Grimal soutient lui aussi cette hypothèse :  Il ajoute que, selon toute vraisemblance, l'ouvrage a dû être mis à l'Index et qu'il était de fait inaccessible au temps de Tacite. Il pourrait être une satire des mœurs du prince Néron censurée sous son règne.

### Pétrone de l'époque flavienne
L'hypothèse de René Martin (suivie et confortée par S. Ratti), qui veut que l'auteur ait vécu après l'époque néronienne, se présente comme sérieuse car elle se fonde sur les éléments romanesques présents dans le Satyricon. Ses récits, et surtout le Satyricon, en raison du contexte social et politique qu'il présente, sont en outre les seules preuves de son existence. Pour lui, le Satyricon pourrait vraisemblablement être une parodie de Silius Italicus (26-101), auteur des Punica, thèse cependant rejetée par François Ripoll. En étudiant les éléments métriques constituant le poème du Bellum ciuile du Satyricon, Wei-jong Yeh a en effet montré que Pétrone est l'héritier de Silius ; il situe donc le roman à l'époque de Domitien. Pétrone récupère la tendance littéraire de l'épopée flavienne et en premier lieu celle des Punica de Silius. Cette hypothèse permettrait de dater sa rédaction du milieu voire de la fin de l'époque flavienne. Selon Martin toujours, Pétrone aurait vécu sous les Flaviens, et il aurait été un affranchi, ou le fils d'un personnage consulaire, lui-même ancien affranchi. Le Satyricon se déroule en effet sous Claude ou Néron, mais il n'atteste toutefois pas que Pétrone ait été un écrivain de cette période de l'histoire romaine, l'époque du récit pouvant être différente de celle de sa rédaction.

### Autres hypothèses

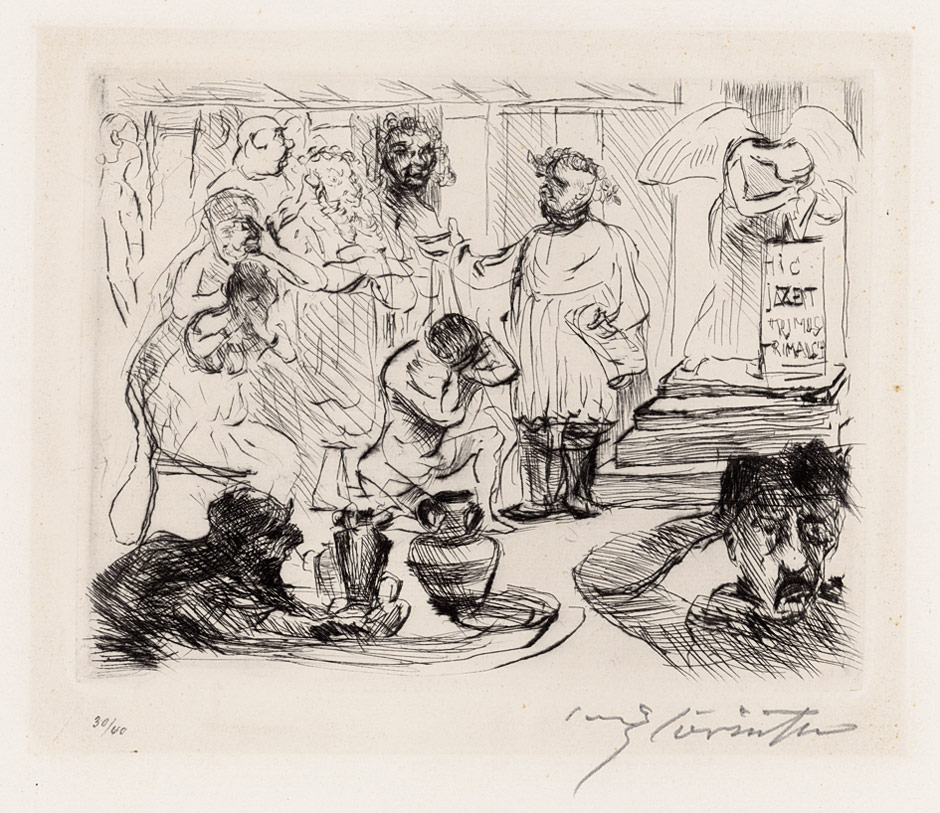
Le festin de Trimalcion, par Lovis Corinth (1909).

Le débat sur l'identité de l'auteur est lié à d'autres controverses, à savoir : celle portant sur la période décrite dans le roman, celle liée à la date de rédaction et de sa publication. Selon René Martin, le Satyricon pose plus de questions qu'il n'en résout, si bien que le critique littéraire, ainsi que le lecteur, doivent être prudents vis-à-vis de ce texte. L'un des premiers traducteurs français de Pétrone, Jean-Nicolas-Marie Deguerle, a par exemple intitulé le commentaire qu'il lui consacre : « Recherches sceptiques sur le Satyricon et sur son auteur ». René Martin émet en 1975 l'hypothèse que la rédaction du récit est issue du contexte flavien, et plus précisément faite sous Domitien. On trouve déjà chez Voltaire des doutes à ce propos.
D'autres hypothèses, plus marginales, existent. Celui qui signe le roman du nom de « Petronius Arbiter » ne serait qu'un anonyme, et non Petronius Niger. Les partisans de la thèse selon laquelle l'auteur n'est pas Pétrone s'appuient aussi sur plusieurs éléments historiques ou littéraires. D'une part, le récit se déroulant sous le règne de Néron, il semble que Pétrone ait disparu depuis plus de cinquante ans. Le portrait de l'auteur éventuel, d'après ses apparitions fugitives dans le roman, est celui d'un homme bien introduit dans le monde littéraire de cette époque mais probablement d'origine servile (ou alors un affranchi) car il utilise un langage familier et a des préoccupations propres à cette catégorie sociale. Il est possible qu'il s'agisse d'un de ces affranchis qui servent de lector (« lecteur », « secrétaire » d'un maître) aux personnages importants de Rome. Une hypothèse récente, proposée par René Martin et reprise par l'historien Maurice Sartre, considère que l'auteur du Satyricon est le secrétaire de Pline le Jeune (environ 61-114), décrit par ce dernier comme une personne à la fois sérieuse et fantaisiste. Le lector de Pline s'appelle en effet, et curieusement, Encolpe, comme le narrateur du Satyricon, nom pour le moins assez rare à cette époque. Il est donc possible que le véritable auteur du Satyricon soit cet Encolpe, affranchi au service de Pline le Jeune. Une autre thèse élaborée par Sidoine Apollinaire, auteur du Ve siècle, fait de l'auteur un habitant de Marseille, un Massaliote. « Cette ville est en effet connue à l'époque pour ses mœurs pédérastes », et le récit semble y prendre cadre. Jean-Claude Féray y voit l'hypothèse la plus plausible quant à l'identité de l'auteur du Satyricon. Cette thèse est également soutenue par l'un des traducteurs de Pétrone en français, Louis de Langle : à partir du cadre géographique du récit et notamment celui d'un « court fragment d'un livre perdu [il a] établi qu'au moins un des épisodes du roman avait cette ville pour théâtre ». Louis de Langle va cependant plus loin : le Satyricon, ensemble de fragments que l'histoire a rapprochés, serait l'œuvre de plusieurs auteurs différents. Il identifie au moins trois instances auctoriales, en particulier dans les « aventures d'Encolpe », qui présentent des « morceaux d'inspiration et de valeur bien différentes » ; les chapitres relatifs au culte de Priape, à l'histoire de Quartilla, et peut-être celle de la prêtresse Œnothéa seraient d'un auteur relativement récent.

## Poétique

### Inspiration milésienne

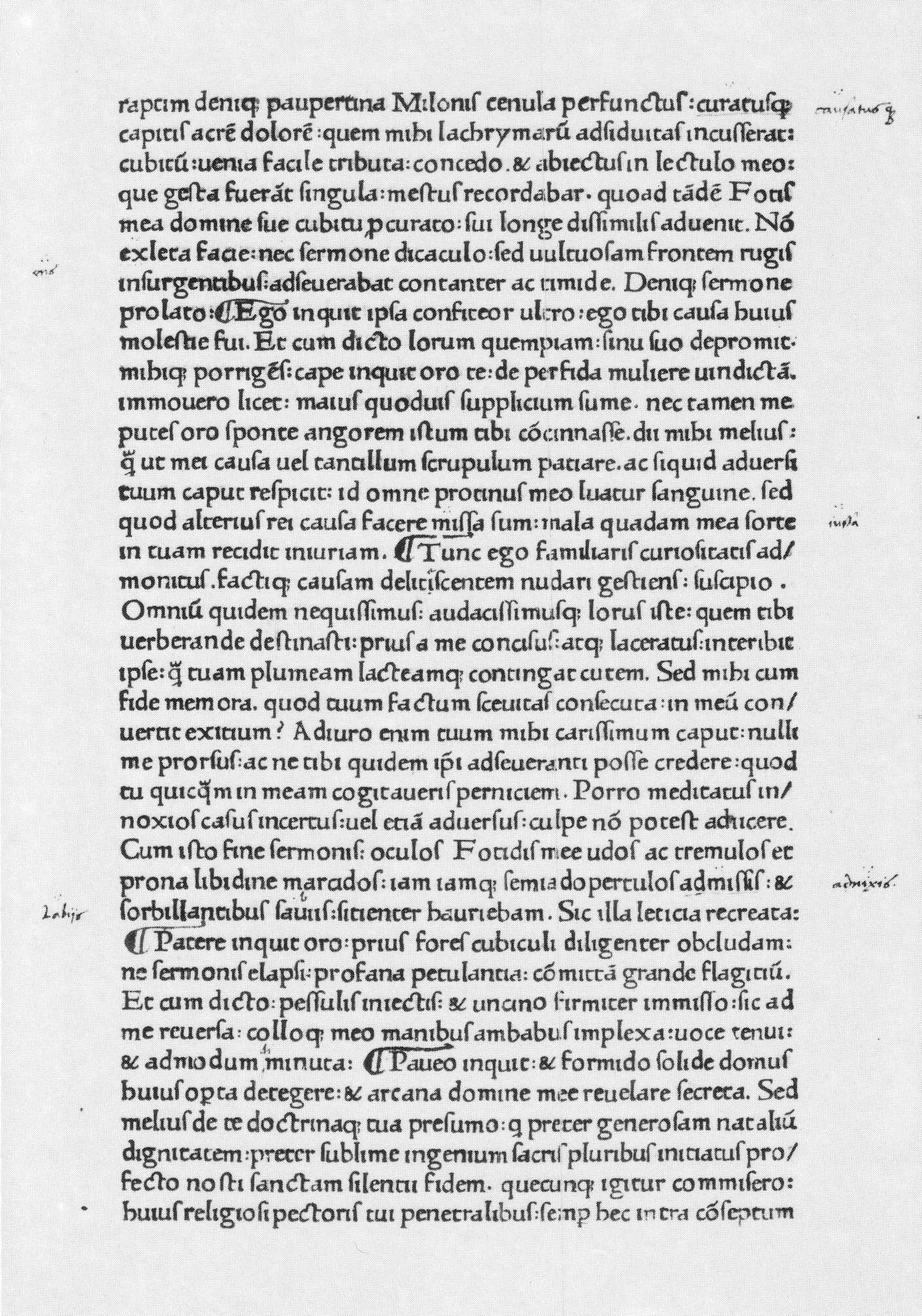
Page de l'édition princeps des Métamorphoses d'Apulée du XVe siècle, roman antique proche du Satyricon.

Avec le Satyricon de Pétrone, « le latin vulgaire accède massivement au statut de langue écrite » expliquent Hubert Zehnacker et Jean-Claude Fredouille. Les cinq romans grecs conservés jusqu'à aujourd'hui (Chéréas et Callirhoé de Chariton, Les Éphésiaques de Xénophon d'Éphèse, Daphnis et Chloé de Longus, Les Éthiopiques d'Héliodore d'Émèse, et Les Aventures de Leucippe et Clitophon d'Achille Tatius, parmi les principaux conservés) sont de dates voisines à celle supposée au Satyricon — voire postérieurs à l’œuvre de Pétrone. Toutefois, les plus anciens papyrus d'un roman grec (à savoir les quatre fragments du Roman de Ninos) sont datés du Ier siècle de notre ère. Le fondateur de la lignée est considéré être l'écrivain grec Aristide de Milet (environ 100 av. J.-C.), auteur des Fables milésiennes (fabulae Milesiae), traduites en latin par Sisenna (peut-être l'historien Lucius Cornelius Sisenna). Pétrone tirerait ainsi son idée d'enchâsser des récits (comme La Matrone d'Éphèse) directement de l'ouvrage d'Aristide. Le caractère pornographique de certains épisodes tiendrait quant à lui de la tradition des Priapea, poèmes latins consacrés à Priape, dieu qui apparaît en effet dans le roman. Aldo Setaioli mentionne la possibilité que le fragment, découvert en 2009, nommé « Le Roman d’Iolaos » soit un « Satyricon grec » auquel Pétrone se serait référé.
André Daviault a montré en quoi l'auteur du Satyricon a assimilé la tradition milésienne ; le texte est en effet « un récit emblématique de la fable milésienne, types de récits d'Aristide de Milet au IIe siècle av. J.-C. et dont on sait par divers témoignages qu’ils consistaient en courtes histoires érotiques, racontées sur le mode licencieux et destinées à divertir, qu’on publiait collectivement dans un recueil. Le conte de « La Matrone d’Éphèse » de Pétrone est généralement considéré comme l’échantillon le plus représentatif de ce genre de littérature ». Maryline Parca parle de la « constante ambiguïté du Satyricon, sa participation simultanée au sérieux et à la parodie, au réalisme et à la fantaisie ». À partir de ce trait, elle considère que le roman est l'héritier de plusieurs traditions littéraires. Ainsi, les contes de L'Éphèbe de Pergame et de La Matrone d'Éphèse permettent d'établir un lien entre le récit de Pétrone et le modèle dit « milésien », dont les Fables milésiennes (Μάηπαχά) forment le prototype. Le Satyricon fournit les traits génériques propres au modèle d'inspiration grecque : l'intérêt pour le populaire, le goût des aventures érotiques, la brièveté de la forme et la finalité exclusivement comique. Le modèle milésien lui-même est parodique : il se plaît à détourner certains épisodes des Métamorphoses d'Ovide, sous la forme de petits contes immoraux et salaces, caractéristique qui se retrouve également chez Apulée. Macrobe compare d'ailleurs Pétrone à Apulée. Maryline Parca conclut que l'influence de ce modèle sur Pétrone tient surtout dans l'absence, dans le cours du récit, de préoccupation morale. Dans son « exploitation cynique de la propension humaine aux aventures érotiques », le Satyricon est l'héritier de la tradition du roman d'amour grec.

### Roman antique

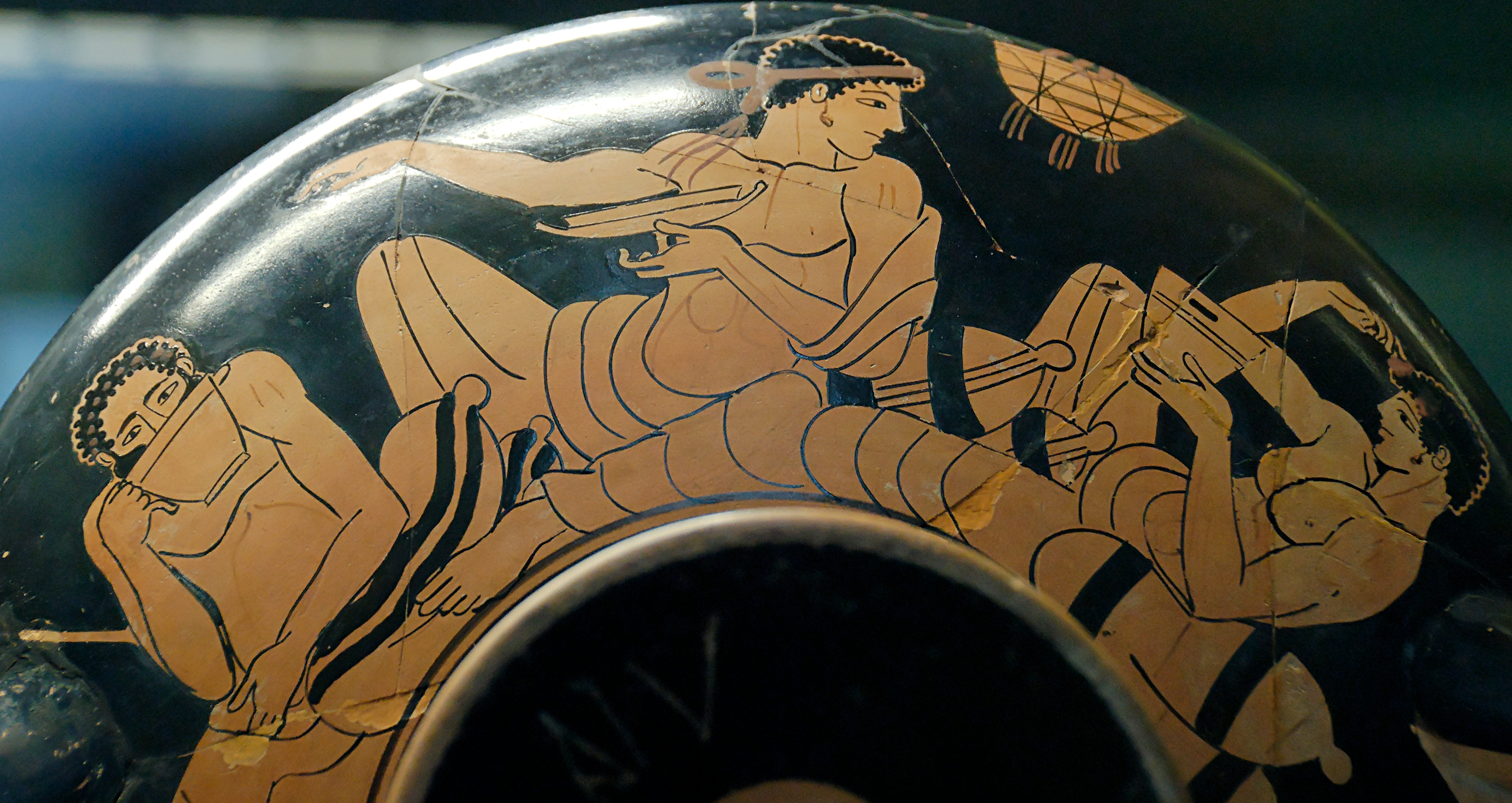
Scène de banquet représentée sur une coupe attique (vers 480 av. J.-C., musée du Louvre).

Le Satyricon tient au genre littéraire que Macrobe paraphrase par l'expression : « argumenta fictis casibus amatorum referta » (« des récits remplis d’aventures imaginaires arrivant à des amants », dans son Commentaire au Songe de Scipion, 1, 2, 8). Il s'agit donc d'un roman mêlant aventures et passades. Cependant, la dénomination de « roman » est, note Michel Dubuisson, anachronique puisque « on l’emploie traditionnellement à propos d’un ensemble d’œuvres grecques très stéréotypées, très artificielles ». Selon Aldo Setaioli, il serait plus pertinent de nommer ce genre la « littérature narrative antique ». Plusieurs éléments, en plus de sa filiation milésienne, laissent cependant penser à un roman authentique, quoiqu'ancien. Le Satyricon, et notamment la scène du festin chez Trimalcion, préfigure, selon Paul Thomas, le roman picaresque. Erich Auerbach, en analysant le concept de représentation de la réalité dans la littérature gréco-latine, considère Pétrone comme « le paradigme maximal du réalisme dans l'Antiquité ». Il cite particulièrement l'épisode du festin chez Trimalcion, moment de la littérature antique le plus proche de la représentation moderne de la réalité selon ses mots. A contrario, Florence Dupont considère que l'esthétique du Satyricon est une réécriture du Banquet de Platon, sur un mode fantastique et même « fantasmatique ». Enfin, la mise en scène de personnages de condition extrêmement modeste et la langue utilisée, très populaire, fait aussi songer au genre grec du mime tel qu'il apparaît dans les Mimiambes d’Hérondas, aux thèmes proches de ceux de Pétrone.
La poétique du Satyricon se fonde sur les thèmes typiquement romanesques de l'errance et de la perte de repères. La maison de Trimalcion, qui est assimilée à un labyrinthe, semble par exemple fonctionner dans le roman comme la métaphore de l’œuvre entière, comme le dédale dans lequel « le lecteur, enfermé de concert avec le narrateur, peine à trouver une sortie ». Pétrone « revisite le passé, c’est-à-dire emprunte à tous les genres littéraires préexistants, mais il le fait avec ironie. Il joue à « déconstruire » par la parodie les systèmes de valeurs que ces différents genres proposent, mais ne semble guidé en cela par aucune idéologie propre » car aucune morale de rechange n'est proposée. Le héros Encolpe ne permet pas l'identification minimale du lecteur et tout est fait pour ne proposer aucun accompagnement au lecteur type. Cette image implicite du supposé Pétrone, G. B. Conte l'appelle l'« auteur caché ». Selon Eugen Cizek, le Satyricon n'est pas seulement la synthèse d'expériences structurales précédentes, il en est aussi le dépassement ; il constitue en ce sens une innovation littéraire de l'Antiquité romaine. D’après André Daviault, Pétrone pourrait être considéré comme le premier romancier européen.

### Forgerie: parodie et dépassement
Pour les auteurs antiques, le récit narratif était désigné comme appartenant au roman d'amour.
À la fin du XIXe siècle, Richard Heinze (Petron und der griechische Roman, 1899) voit dans le Satyricon une parodie des romans érotiques grecs. Selon lui, Pétrone cherchait à désacraliser les thèmes et topoï grecs. Il en vient à supposer l’existence d’un roman parodique grec précédant Pétrone et à partir duquel ce dernier aurait structuré le Satyricon. Macrobe, comme l'empereur Julien, font en effet des écrits de Pétrone et d'Apulée des romans d'amour. La définition de Macrobe a été « forgée par référence aux romans érotiques grecs. Macrobe appelle les histoires racontées par Pétrone et Apulée « intrigues pleines d’aventures imaginaires d’amoureux » » rappelle Aldo Setaioli. Pétrone a sans doute puisé aux sources grecques et latines le précédant, mais il a forgé une œuvre inédite, remettant en question la poétique traditionnelle. Le roman de Pétrone est donc bien plus qu’une simple parodie ; il est « plutôt un chef d’œuvre littéraire absolu, qui […] n’a aucun parallèle précis dans l’antiquité. […] La parodie et la désacralisation sont des éléments fondamentaux de cette œuvre unique », affirmation cependant à nuancer. La parodie du genre narratif est clairement reconnaissable dans le Satyricon, mais la dégradation des modèles de la grande littérature (tragédie et épopée, dans le sens aristotélicien) en est inséparable. Plusieurs scènes le laissent à penser, mais c'est surtout l'amour homosexuel des deux protagonistes, qui « est l'une des différences notables entre Pétrone et les romans grecs » qui permet à Aldo Setaioli de faire du roman d’amour grec « l’anti-modèle, ou du moins un anti-modèle de l’œuvre de Pétrone ».

## Texte: évolution et caractéristiques

### Genèse du texte

#### Œuvre fragmentaire

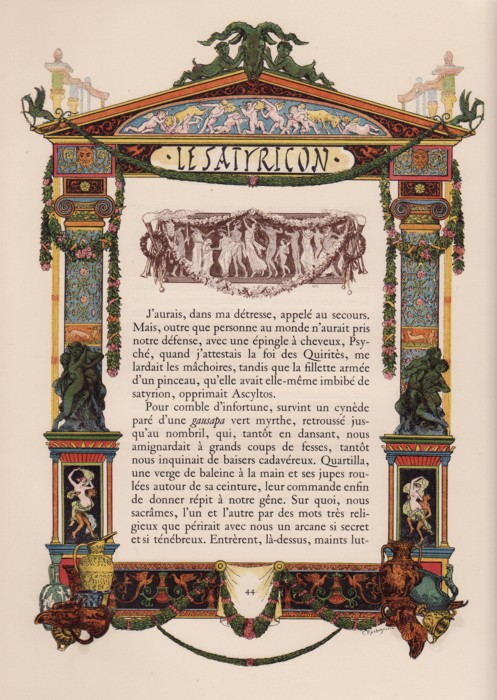
Une page du Satyricon de Pétrone illustrée par Georges-Antoine Rochegrosse.

L'œuvre de Pétrone est longtemps restée ignorée. Le texte entier n'est plus lu intégralement depuis Isidore de Séville mais de larges extraits ont circulé au Moyen-Âge. Plusieurs manuscrits indiquent que les segments ayant survécu constituaient les livres XIV à XVI, ce qui permet de supposer que le Satyricon était une œuvre plutôt vaste. William Arrowsmith (en) réplique que les indications des manuscrits sont tardives et sont invérifiables mais reconnaît que le roman devait être d'une longueur sans précédent. Pierre Grimal suppose même que l'œuvre de Pétrone comptait XXIV livres, en référence à l'Odyssée d'Homère souvent reprise, ce qui fait que seul un huitième de l'ouvrage est conservé. Le texte publié est donc constitué d'extraits plus ou moins substantiels. La partie nommée le « festin chez Trimalcion » n'a été découverte, dans sa version complète, qu'en 1650, grâce à un manuscrit retrouvé à Trau en Dalmatie (actuelle Trogir, en Croatie), conservé depuis 2011 à la Bibliothèque nationale de France. L'histoire du texte et de ses manuscrits et éditions est complexe mais ses grandes lignes peuvent être tracées assez précisément. Avec « l'œuvre de Pétrone, il faut raisonner en termes de pièces et de fragments, un peu comme si l'on avait affaire à un magnifique vase de porcelaine brisé : de nombreux morceaux ont conservé un motif d'une complétude suffisante pour être admirés et reproduits isolément ». Ainsi, le conte de La Matrone d'Éphèse a fait l'objet de plusieurs éditions différentes de même que le récit du festin chez Trimalcion, alors que le poème sur la guerre civile a été publié isolément à Leipzig en 1500 et en France par l'abbé Marolles en 1654 puis par Jean Bouhiers en 1737. Le Satyricon est donc une œuvre composite, dont les fragments ont été rapprochés en raison de leurs correspondances thématiques et stylistiques.

#### Sources et cheminement des textes
Tous les manuscrits existants dérivent d'un codex appelé « ω », attesté au IXe siècle au monastère d'Auxerre, en pleine renaissance carolingienne. Ce codex, aujourd'hui disparu, a donné lieu à quatre traditions philologiques : « O », « L », « H » et « φ ». Le codex Bernensis 357 B (source « O ») est de la main du moine Heiric d'Auxerre († vers 876), et il a été retrouvé au XIXe siècle. Dans ce document, c'est la première fois que le nom de Pétrone est cité au Moyen Âge. La source désignée « L » a préservé les aventures d'Encolpe en haute mer alors que celle nommée « H » conserve le festin chez Trimalcion. Le Florilegium Gallicum (φ) compilé à Orléans à la moitié du XIIe siècle a quant à lui conservé la majeure partie de l'intrigue. Parallèlement à ces quatre traditions, et de manière indépendante, le conte de La Matrone d'Éphèse ainsi que le poème sur la guerre civile De bello ciuili ont circulé. Après le XIIe siècle, le statut du texte de Pétrone devient confus. L'humaniste Jean de Salisbury l'évoque dans sa Polycraticus, et il semble avoir connaissance des traditions « O », « L » et « H », notamment de la Cena. Un manuscrit du XIIIe siècle apparaît, de la main d'Elias Rubeus de Thriplow ; il est conservé au Trinity College de Dublin. Puis les copistes ont ensuite ajouté, retranché, interpolé et honoré d'apocryphes l'ouvrage. En 1420, Poggio Bracciolini, un collectionneur de la Renaissance passionné de littérature érotique, fait parvenir à son correspondant, en Angleterre, du nom de Niccolo Niccoli, un long fragment du Satyricon, désigné « σ » et qui semble de tradition « O ». En 1423, à Cologne, il présente un autre fragment contenant l'épisode du Festin chez Trimalcion, de tradition « H ». C'est le manuscrit de Bracciolini, copié à Florence en 1423 et 1425, qui permet la diffusion de nombreuses versions publiées, à savoir : l'édition princeps du Satyricon, publiée à Milan en 1482 par Francesco dal Pozzo, celle de Venise en 1499 et celle de Paris en 1520. Le manuscrit retrouvé à Trau en 1650 en est issu. Le premier fragment du Satyricon, publié en français, est La Matrone d'Éphèse traduit par un moine en 1475.
Dès lors, le texte du Satyricon entre dans la littérature connue. Jacques Cujas le mentionne en 1562, puis Adrien Turnèbe (1512–1565), dans son Adversaria, explique que Henri de Mesmes le tient sous clé en raison de l'obscénité de son auteur. Joseph Justus Scaliger (1540–1609) et Jean Detourne (1539–1615), en réunissant les traditions « O » et « L », présentent des éditions qui en doublent la longueur. En 1603, le franco-écossais John Barclay publie son Euphormionis Satyricon, roman satirique en latin, au succès important. Il n'a cependant pas emprunté à Pétrone bien qu'il ait eu connaissance du texte. En 1650, c'est le juriste et savant Marino Statileo qui découvre le manuscrit dit de Trau (référencé « Codex Parisenus lat. 7989 olim Traguriensis »). Cette découverte du texte du festin chez Trimalcion en entier permet la réunification de toutes les traditions philologiques selon H. F. Carver, dans l'édition de Paolo Frambotto publiée à Padoue, en 1664. La première édition complète, mais encore peu fiable, du Satyricon est celle publiée à Amsterdam en 1669 par Ioan Blæu et Michel Hadriandes. John Dryden, dans son Discourse on Satire (1693) loue cette version complète de l'œuvre de Petronius Arbiter, dont il compare la verve satirique à celle de Varron. D'autres éditions voient le jour par la suite : celle de Pierre Linage en 1673 et surtout celle de François Nodot en 1691 (il publia une Traduction entière de Pétrone en 1693), qui intègre de nouveaux fragments qu'il aurait découvert en 1688 à Belgrade. Cependant, bien que souvent reprise postérieurement, jusqu'à la traduction de Tailhade, le style médiocre, les impropriétés linguistiques ainsi que les gallicismes trahissent selon plusieurs observateurs, dont Leibniz (Epist. XIX), une supercherie littéraire et un faussaire. En 1862, Bücheler publie deux éditions critiques qui sont considérées comme les premières valables. Le philologue classique suisse Konrad Müller analyse dans différents ouvrage la filiation de la plupart des traductions actuelles,,.

#### Censure
Au XVIIIe siècle surtout, en France, le Satyricon subit la censure. Accusé d'immoralité, d'« anarchie morale et sexuelle », le sort du roman illustre les attaques répétées que la bourgeoisie assène à la philologie naissante et à son travail de redécouverte. En 1800, La Porte du Theil accepte que sa traduction soit détruite. En 1823, Louis XVIII interdit qu'elle soit reprise au sein de la Bibliotheca classica latina élaborée par N.-E Lemaire. La Réserve des livres rares de la Bibliothèque nationale de France en conserve cependant un exemplaire. Selon Dominique Lanni, à travers la condamnation du Satyricon et de sa traduction par La Porte du Thiel, c'est la condamnation d'une méthode, d'une conception de l'érudition en plus de celle d'une vision de la romanité qui transparaît.

### Rédaction
Les interrogations subsistent quant à la période de rédaction du Satyricon. Il existe de nombreux parallèles entre le texte de Pétrone et des auteurs tels Martial, Tacite et Pline le Jeune, qui rédigent tous leurs œuvres sous les Flaviens ou au début de la dynastie des Antonins. Or Martial cite généralement ses modèles et ne mentionne à aucune reprise Pétrone et le Satyricon. Il paraît aussi difficile de croire que des écrivains comme Tacite ou Pline aient copié des passages d'un récit aussi salace. Il est par conséquent plus que probable que c'est le Satyricon qui parodie ces divers auteurs et non l'inverse. En revanche, en 120, c'est Juvenal qui pastiche à son tour le Satyricon (au livre 3 de ses Satires), ce qu'il ne fait pas dans les deux premiers livres parus en 116. Cela donne comme période de rédaction probable les années allant de 116 à 120. Pour Nicole Fick cependant, le roman a été écrit entre la fin du règne de Néron (en 68) et le début du règne de Domitien (vers 90) alors que Michel Dubuisson localise sa rédaction plus précisément. La référence au populisme de Néron qui s'appuyait sur les basses classes, ainsi que celle faite à l’épicurisme de l’époque où Sénèque est écarté des affaires, vers la fin du règne de l'empereur, permettent de laisser penser, selon lui, que le Satyricon ait été destiné à être lu à la cour de Néron dans l'année 63 ou 64. Pour René Martin, étant donné la longueur et l'érudition du Satyricon, sa rédaction aurait pu prendre de nombreuses années ; elle aurait commencé sous les Flaviens et se serait achevée sous les Antonins.
Les réécritures constantes, ainsi que la méthode comparative avec d'autres textes dont les dates sont mal établies font que pour Jean-Claude Féray, le Satyricon est impossible à dater sans analyser son originalité littéraire. L'étude de cette dernière montre sa proximité avec les romans grecs parvenus à ce jour. Les patronymes grecs des personnages, le cadre hellénique, les motifs de tradition littéraire grecque (navigation en mer, description des tempêtes, scène de rencontre au sein de lieux de culte et épisodes de prémonition, entre autres), et enfin les techniques narratives utilisées (comme les analepses de récits introduites au sein de déclamations ou de monologues) sont autant d'indices qui font que le Satyricon est issu d'un « noyau grec » repris par un voire plusieurs auteurs latins. Ces éléments conduisent Michel Dubuisson à voir dans le Satyricon une œuvre iconoclaste, originale et inclassable, formée d'une « étrangeté qui frappe dès la première lecture et qui […] ne résulte pas d’une erreur de perspective de notre part, mais correspond à quelque chose de profondément voulu ». Michel Dubuisson parle d'« un dynamitage des genres traditionnels, une intention délibérée de se situer en dehors des genres reçus » ; il classe par conséquent le Satyricon dans le genre de la paralittérature.

### Époque et lieux du récit
Le temps du roman semble se situer à l'époque des Flaviens selon l'universitaire René Martin, donc bien après la mort de Néron et de Pétrone. Quelques détails vont en effet en ce sens. L'allusion, lors du banquet de Trimalcion, à sa fortune amassée dans une période passée alors que le marché du vin est au plus haut de son cours permet de rapprocher l'action du roman au règne de Néron mais aussi de celui des Flaviens. La mention faite au personnage de Scaurus est également un indice car il s'agit d'un proche de Pline le Jeune qui a vécu sous Domitien et Trajan. C'est la référence au contexte politique, au chapitre XLVII surtout, qui laisse à penser que le récit se déroule avant la fin du Ier siècle, avant le règne de Caracalla, et plus précisément avant l'édit (212) qui porte son nom et qui permet à un esclave d'acheter son affranchissement. Le chapitre CXVIII, qui présente le poème d'Eumolpe sur la guerre civile entre César et Pompée est un autre indice contextuel en faveur de cette hypothèse : cette allusion renverrait, selon René Martin, aux Puniques de Silius Italicus (26-101).
Le récit se passe d'abord en Campanie, dans une ville souvent identifiée au port de Pouzzoles, dans la baie de Naples, peut-être Pompéi ou Oplontis, voire Herculanum, ensuite en mer sur le bateau de Lichas puis le long de la côte à l'entrée du golfe de Tarente ou Cumes et enfin à Crotone. Plusieurs analepses relatent des épisodes antérieurs perdus qui ont pour cadre la ville de Rome et la station balnéaire de Baïes,. Selon André Daviault, le roman a d'abord pour cadre la cité de Marseille.

### Titre

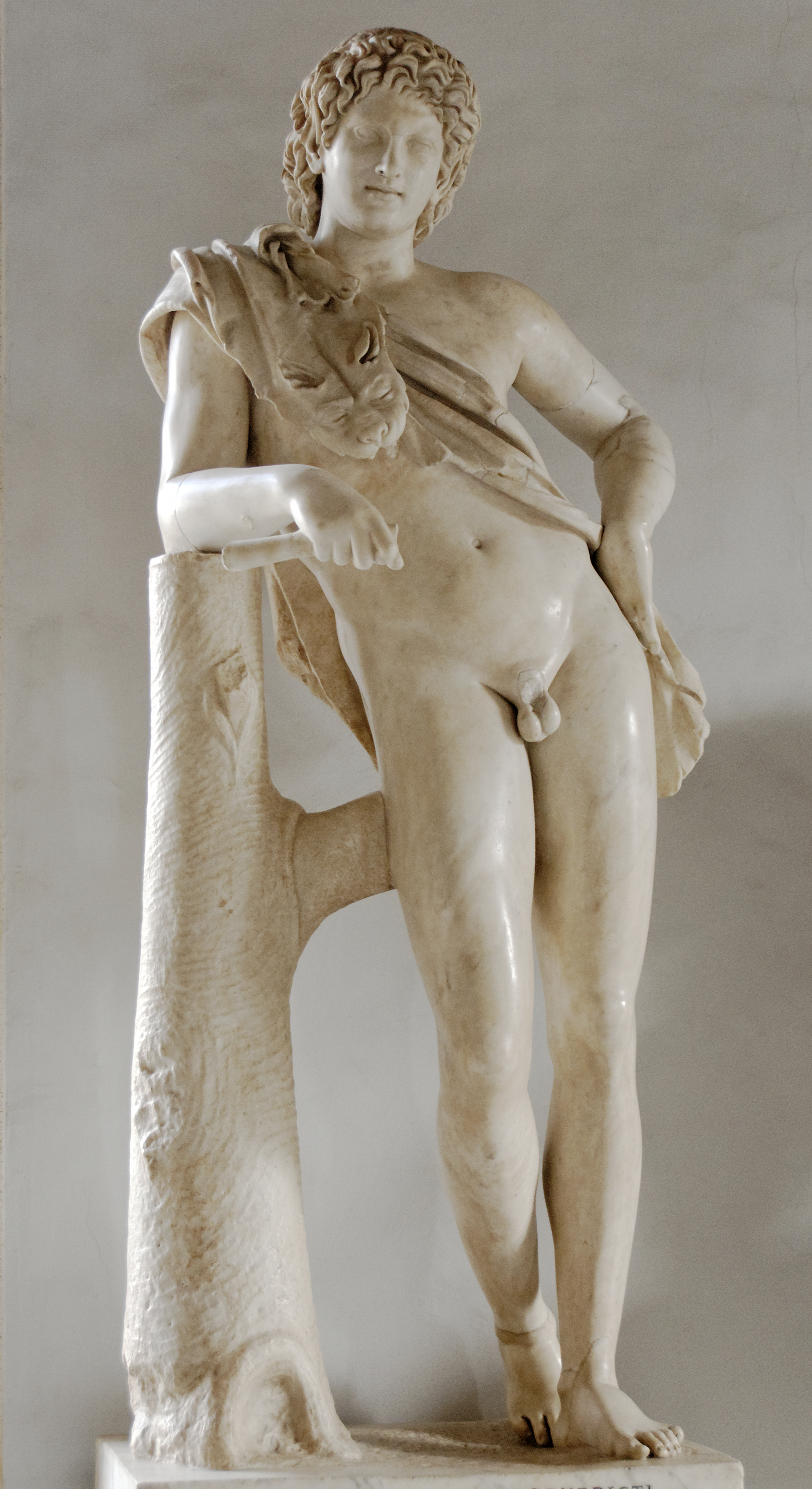
À peine arrivés, cet homme tire sa bourse d'une main, et de l'autre… L'infâme ! il ose marchander mon déshonneur au poids de l'or. Déjà la digne hôtesse de ce lieu avait reçu le prix d'un cabinet ; déjà notre satyre me pressait d'un bras impudique. Sans la vigueur de ma résistance, mon cher Encolpe, vous m'entendez… ! (le Satyre au repos de Praxitèle, copie romaine conservée au musée du Capitole à Rome).

Le titre de l'œuvre est un génitif pluriel en latin, ; il s'agit donc de « satyrica », c'est-à-dire d'histoires satiriques ou d'histoires de satyres car les deux significations sont présentes en filigrane dans le mot. Intituler le roman les « Satirica » au lieu du « Satyricon » est de plus en plus établi au sein du milieu de la recherche,. Les deux étymologies, qui conditionnent les graphies des éditions (« Satyricon » ou « Satiricon ») ouvrent un débat quant à la finalité du texte attribué à Pétrone. La graphie « Satyricon » fait toutefois l'unanimité aujourd'hui ; elle sous-entend le mot « liber » (Satyricon liber donc), soit : « livre des Satyriques » ou « les Satiriques ». La première hypothèse concernant le sens du titre le rapproche d'autres ouvrages romains inspirés d'ouvrages grecs : de même que les Bucoliques sont un livre relatif aux bergers (βουκόλοι en grec) et que les Géorgiques sont un livre relatif aux cultivateurs (γεωργοί), le Satyricon serait un ouvrage sur les satyres (σάτυρος), allusion mythologique désignant en réalité les comportements licencieux des personnages.
Dans le cas de la graphie concurrente (« Satiricon »), l'allusion à la satura (ou satira) est toutefois une autre piste de lecture. La satura lanx est, chez les Romains, une recette culinaire caractérisée par le mélange des denrées, traduite par « Pot-pourri » ou « macédoine », et dont le nom est également utilisé pour désigner un bassin rituel rempli de toutes sortes de fruits, chez Horace notamment. Par analogie, la satura caractérise un « genre composite qui mêle prose, poésie, tragédie, comédie en un délicieux enchevêtrement de tons et de genres » selon Géraldine Puccini. L’adjectif « satiricus », donnant le français « satirique », n’apparaît en latin qu’au début du IVe siècle, chez l’écrivain chrétien Lactance ; il est donc très peu vraisemblable qu’une forme hellénisée de ce mot ait pu servir de titre à une œuvre du Ier ou IIe siècle, sauf si Pétrone fut le pionnier et que nous n’en avons pas de traces — par conséquent le titre paraît renvoyer à l'idée de mélange littéraire plutôt qu'aux êtres mythologiques à pieds de bouc. L'hypothèse selon laquelle le titre proviendrait du mot satyreium (satureum), cité dans le roman (chapitre VIII), et désignant une drogue aphrodisiaque, est peu probable.

### Langue
Le Satyricon n'est pas une œuvre écrite dans un style élevé, au contraire : le texte est rédigé dans le style de la satura. Ces personnages parlent en effet un latin familier, empreint de barbarismes, adapté à leurs cultures et aux circonstances ; cependant, Pétrone en exploite habilement les ressources. Certaines parties, surtout celles en vers, utilisent une langue plus noble mais « ampoulée » (celle des écoles, précisent Hubert Zehnacker et Jean-Claude Fredouille). Plusieurs groupes de personnages représentent le passage d'un style à un autre : Agamemnon, Eumolpe et Circé parlent par exemple un latin quotidien, de conversation courante alors que Trimalcion adopte un langage plus familier, d'autres personnages, comme ses convives, sont quant à eux vulgaires. Les dialogues sont caractéristiques de deux groupes sociaux : les affranchis et les personnages cultivés. La tirade du chapitre CXIII est particulièrement travaillée. Encolpe y déclare sa jalousie et annonce ne pas savoir in petto qui préférer, entre Triphène ou Giton. L'auteur semble l'avoir composée par pure volonté stylistique, autour d'une antimétabole.
Longtemps qualifiée de « vulgaire », car étant celle de la classe des affranchis, la langue du Satyricon paraît au contraire une innovation antique. Elle contient en effet de nombreux hapax, c’est-à-dire des termes qui ne sont attestés qu’une fois et dont, par conséquent, le sens exact est parfois difficile à déterminer. Ces hapax sont si nombreux qu'ils ont fait l'objet d'une étude spécifique menée par Giovanni Alessio, à tel point que Michel Dubuisson parle de Pétrone comme d'un « San-Antonio latin ». Nombre de traducteurs ont tenté de restituer au mieux l'inventivité de Pétrone en matière lexicale.

### Incohérences
Le traducteur Louis de Langle, dans sa préface du Satyricon de 1923, explique que « nul ouvrage, peut-être, n'a plus besoin de commentaire. » Il ajoute : « c'est une tâche impossible actuellement de résoudre seulement les plus essentielles des innombrables questions que soulève le Satyricon. » En plus de l'identité de son auteur et de sa date de rédaction, de nombreuses incohérences inhérentes au récit interrogent les spécialistes, si bien qu'Émile Thomas a pu parler de « chausse-trapes ».
Plusieurs indices laissent à penser que le texte original a été enrichi et poursuivi par d'autres auteurs que le premier. La déchéance du personnage de Giton, pourtant central au début, à partir du chapitre C, et l'attitude soudainement bisexuelle d'Encolpe dévoilent selon Jean-Claude Féray une incohérence narrative manifeste. Celle-ci est maximale au chapitre CXL dans lequel la description pornographique constitue une interpolation du goût romain. C'est cet épisode du naufrage qui marque l'interruption du roman grec perdu depuis, récupéré par l'auteur présumé et continué par la suite, dans une mentalité romaine. Le travail des copistes a également pu participer à la constitution du texte actuel. Certaines incohérences de style, « certaines transitions défectueuses, certaines faiblesses de style révèlent le travail plus ou moins adroit d'un abréviateur qui a copié fidèlement divers morceaux, qui en a sauté d'autres, qui en a enfin résumé » note Louis de Langle.

## Les contes insérés
Le Satyricon, dans son édition actuelle, présente trois passages insérés dans le récit-cadre des « aventures d'Encolpe ». Louis Callebat les nomme des « récits enchâssés », typiques de la tradition des romans grecs. Le Satyricon présente toutefois d'autres exemples de récits « interpolés, expansions du récit de base, développements non seulement soumis au cadre premier, mais ayant avec lui une relation réciproque. Telles sont l'histoire du loup-garou racontée par Nicéros (chapitre LXI) et celle des stryges rapportée par Trimalcion (chapitre LXIII). » L’insertion dans cette intrigue d’excursus, comme le discours sur la décadence et l’éloquence, d'histoires à tiroirs (à la façon, plus tard, du Don Quichotte ou des Mille et une Nuits) et même d'un passage en vers hexamètres à propos de la guerre civile entre César et Pompée sont autant d'éléments romanesques.

### L'Éphèbe de Pergame
Cette histoire, insérée au sein du récit au moyen d'une rencontre hasardeuse, présente « un cas de corruption » et semble constituer une illustration des malheurs d'Encolpe. Elle présente donc un lien avec l'épisode précédent mais, surtout, elle annonce « le long développement sur la décadence des temps ». Il semble que ce conte soit un emprunt littéraire à une source grecque non identifiée. Selon Aldo Setaioli toutefois, Pétrone parodie une histoire racontée chez Achille Tatius en se centrant non sur le couple principal du roman, mais sur le cousin de Clitophon, héros du roman de Tatius, Clinias. L'histoire « met en scène un amour pédérastique comme celui que raconte Eumolpe. Clinias est si généreux qu’il fait cadeau à son aimé, Chariclès, d’un cheval qu’il avait acheté pour lui ; mais ce même cheval provoquera plus tard la mort de Chariclès. Le thème tragique se trouve dégradé en parodie risible chez Pétrone, où le cheval n’existe pas, et où il n’est pas même réellement promis, mais seulement évoqué par Eumolpe dans le but d’obtenir les faveurs du garçon, dont il pourra encore jouir de façon répétée même une fois qu’il est devenu évident que le cheval ne se matérialisera jamais. » Le peintre érotique Gaston Goor a illustré le récit dans son édition moderne de 90 dessins en couleurs.

### La Matrone d'Éphèse

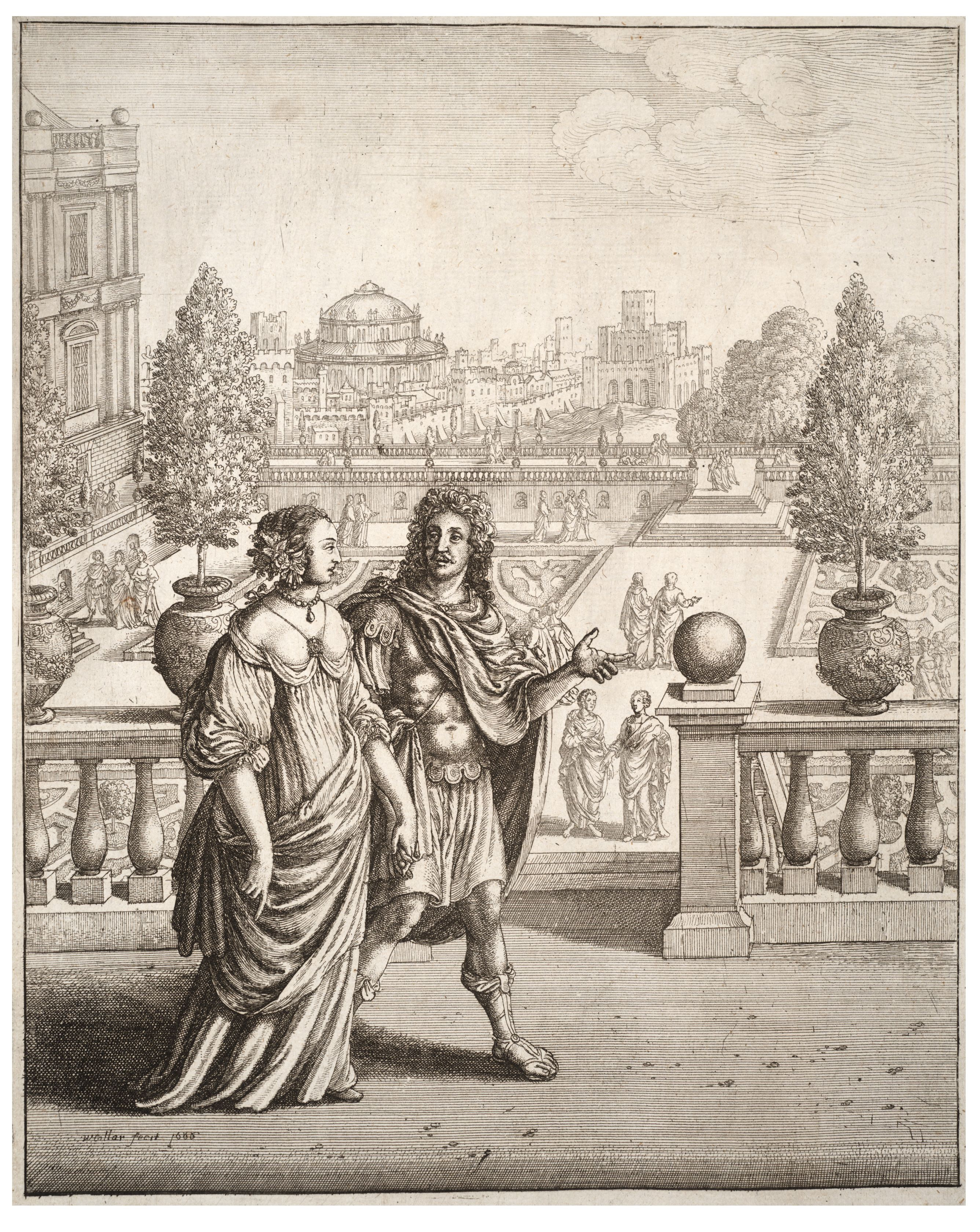
Il y avait à Éphèse une dame en si grande réputation de chasteté, que les femmes mêmes des pays voisins venaient la voir par curiosité, comme une merveille (scène du récit La Matrone d'Éphèse par Wenceslas Hollar).

La Matrone d'Éphèse est un conte licencieux qui narre l'histoire d'une jeune veuve qui succombe finalement, malgré la période de deuil, à la tentation de la chair. Elle va même jusqu'à sacrifier le corps de son époux pour sauver son amant. Selon Louis de Langle il « n'est peut-être même qu'une Milésienne récente qui se serait glissée tardivement dans le recueil ». Cette histoire existait avant Pétrone, étant donné qu’elle apparaît dans une des fables de Phèdre. Le conte connaît plusieurs reprises aux XVIIe et XVIIIe siècles en France. La pièce Phèdre et quelques textes de Saint-Évremond y font allusion. Antoine Houdar de La Motte s'en inspire dans La Matronne d'Éphèse ainsi que Fatouville dans Arlequin Grapignan (1682). Le conte a été également repris par Jean de La Fontaine au livre XII des Fables (fable 26). Dans l'économie générale du récit, « son histoire illustre la seule relation hétérosexuelle heureuse du Satyricon et fournit au roman un ton d'optimisme ainsi qu'une foi nouvelle en la fertilité de la vie ». Dans ce roman (le récit de la Matrone d'Éphèse selon Gaston Boissier) « si peu moral, il est souvent question de morale, et il n’est pas rare d’y trouver des pages qu’on croirait empruntées aux épîtres de Sénèque ». La Matrone d'Éphèse donne lieu à de multiples adaptations théâtrales si bien que selon Dominique Lanni le succès de Pétrone se situe d'abord, pour la période moderne, sur les planches.

### Festin chez Trimalcion
L'épisode des agapes lors du festin chez Trimalcion est le cœur de l'œuvre ; son récit représente un tiers de l'ouvrage. Cet épisode, nommé aussi le « Banquet chez Trimalcion », vient « couper » les aventures d'Encolpe et constitue « un épisode bien distinct et fort long, qui formait très probablement à lui seul un livre complet, le XVe, et, en conséquence, la suite des aventures d'Encolpe à partir de sa rencontre avec Eumolpe (à la fin du chapitre CXL) se trouvait très vraisemblablement dans le livre XVI » signale Louis de Langle. Il met en lumière les mécanismes sociaux de la société romaine de l'époque. L'ancien dominus (« maître ») de Trimalcion, auquel ce dernier est reconnaissant, a voulu faire de son ancien esclave un hominem inter homines, un homme parmi les hommes. Or pour Antonio Gonzalès, l'affranchissement d'esclaves était exceptionnel à cette époque, ce qui fait de l'histoire du personnage de Trimalcion une « success-story à l'antique » même si sa réussite est permise par ses compétences sexuelles surtout selon Paul Veyne. Selon Nicole Fick, tout dans ce festin est excessif : « on y passe du choquant au risible, de l'appétissant au nauséeux, des propos de comptoirs aux calembours. » Par cet épisode, Pétrone joue sur les contrastes et révèle ainsi le décalage entre la culture romaine et le monde des affranchis.
Pour Erich Auerbach, l'épisode chez Trimalcion représente un cas unique de réalisme au sein de la littérature antique. Il compare même Pétrone à Émile Zola : « On trouverait difficilement dans la littérature antique, un passage qui montre avec autant de force le mouvement intérieur de l'histoire. […] [Pétrone] s'est avancé de la sorte jusqu'à l'extrême limite du réalisme antique » et l'épisode du festin chez Trimalcion est « d'une peinture précise, nullement schématique, du milieu social, sans aucune stylisation littéraire. » L'auteur a en effet, en plus de l'effet de réel cherché dans la présentation des convives et de leur relation entre eux, à imiter, par cette scène, l'exercice rhétorique de la recitatio, qui consistait en des lectures publiques. Un calcul a montré que cette cena (ce « repas ») lue à voix haute dure en effet environ une heure, soit la durée normale d’une recitatio.

## Thèmes et personnages

### Intrigue
« Trimalchion interrompit cet agréable entretien. On avait déjà enlevé le second service, et, le vin excitant la gaieté des convives, la conversation était devenue générale. Alors notre hôte, les coudes appuyés sur la table :
— Égayons notre vin, mes amis, et buvons assez pour mettre à la nage les poissons que nous avons mangés. »
La jalousie d'Encolpe, personnage-narrateur du récit, en fournit le ressort dramatique. Les motifs centraux du roman grec à l'origine du Satyricon semblent être la possessivité et la jalousie pédérastique. Bien plus, ce sont les relations amoureuses et sexuelles des personnages entre eux qui constituent la diégèse du Satyricon car toutes les actions en dépendent. L'embarquement sur un navire, par exemple, puis la fuite devant la vengeance de Lichas s'expliquent par le comportement passé d'Encolpe, jadis amant de Lichas, et qu'il a déshonoré en devenant celui de sa femme, Triphène. Les fuites constantes des personnages font du Satyricon le « récit de la vie vagabonde de quelques aventuriers ». Selon Danielle Van Mal-Maeder, « l’action romanesque révèle des discordances par rapport aux discours tenus, de sorte que la caractérisation se situe, de façon ironique, à la croisée des mots et des actes », ce qui procure au roman un caractère à la fois édifiant et ambivalent.
La diégèse est destinée à plaire au lecteur : selon Jean-Claude Féray, les « rivalités entre hommes et doutes jalonnent la narration, lui permettent de rebondir lorsque menace le calme plat du bonheur parfait, générateur d'ennui – pour le lecteur. » Deux rivaux successifs se présentent : Ascylte puis Eumolpe. Le rythme de l'intrigue s'articule autour de trois temps forts, qui vont crescendo, au sein de l'histoire du trio de personnages. D'abord, Ascylte tente de violer Giton, ce qui contraint Encolpe ensuite à essayer de le fuir et de rompre toutes relations avec son ancien amant. Le paroxysme est constitué par la décision prise par Giton de suivre Ascylte de son plein gré. Les épisodes sont autant d'atellanes (petites pièces bouffes latines) insérées dans le récit principal, celui des aventures d'Encolpe précise Henry de Montherlant. « Du point de vue moderne, l’œuvre produit donc une impression bizarre. Elle ressemble assurément à un roman : elle comporte, d’abord, une intrigue. Nous avons du mal, à vrai dire, à la cerner exactement, puisque non seulement nous n’avons que deux livres d’un ensemble plus vaste, mais encore que ceux-ci sont eux-mêmes dans un état extrêmement lacunaire. La lecture du Satiricon est donc très irritante, parce qu’au moment où le lecteur a enfin réussi à retrouver le fil », son sens se dérobe.

### Personnages

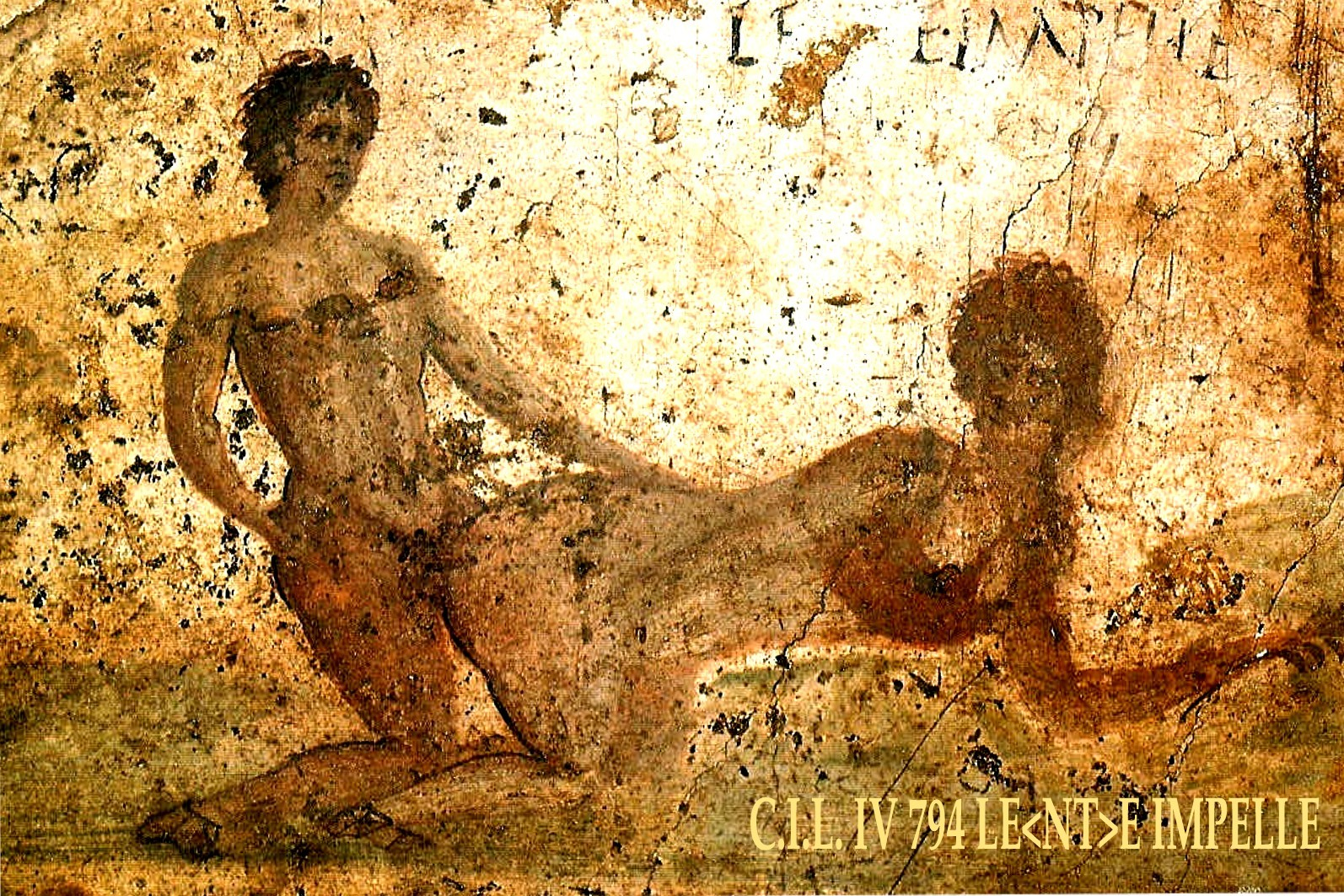
Fresque érotique de Pompéi.

Les personnages principaux de Pétrone n'appartiennent pas à la bonne société romaine. Par exemple, Trimalcion et ses invités sont des affranchis (missus) d'origine orientale ou punique, représentés comme de « sots incultes malgré leur richesse apparente ». La fortune de Trimalcion s'explique en effet par le fait que son maître, avant de mourir, lui a légué tous ses biens, en plus d'en faire un homme libre. Sous l'« apparente vulgarité bonhomme de Trimalcion s'organise, de fait, une véritable résistance à la romanité. » D'autres personnages sont des marginaux ; c'est le cas d'Encolpe, Giton et Ascylte, caractérisés par leurs mœurs douteuses, alors qu'Agamemnon et Eumolpe sont respectivement un rhéteur et un poète de bas étage. Encolpe est le narrateur du récit principal ; son éducation et la culture en font, par moments, le représentant ou l'égal de Pétrone selon Paul-Marie Veyne. Polyaeanos (en grec πολύαινος / polyainos : « très digne d'éloges ») est le nom qu'il prend dès le chapitre  CXXVI. Eumolpe représente l'antithèse d'Encolpe : il croit en le détachement des âmes (c'est le sens du récit de L'Éphèbe de Pergame), face à la souffrance sentimentale d'Encolpe. Le poète fait figure de vieux sage, d'épicurien détaché de la maladie d'amour, et capable de la transformer en un langage poétique édifiant.
Chacun porte un message mais les couples de personnages révèlent davantage la finalité de l'auteur. Ainsi, lors de sa première apparition, le poète Eumolpe condamne un monde dominé par l'argent et ne témoignant aucun intérêt pour ce qu'il nomme le « génie » ; il est alors dépeint comme un « paria » selon Maryline Parca. Or, cette prise de position d'Eumolpe sur la poésie fait écho à l'opinion d'Agamemnon quant aux causes de la décadence de la rhétorique. Les deux personnages condamnent « les préoccupations matérialistes de leurs contemporains et ne peuvent survivre que s'ils négligent leurs propres intérêts et servent ceux des autres. » Les personnages deviennent par conséquent des symboles de la façon de mener son existence dans un monde décadent et, tandis qu'Agamemnon est prêt à faire des concessions, Eumolpe s'accroche à ses convictions morales et à son amour de la poésie. Ils évoluent dans « un univers qui leur est étranger, pour ne pas dire hostile, la plupart du temps dans le brouillard ou dans l’obscurité, et cette errance semble être une mise en abyme de celle du lecteur ». De manière schématique, la structure actantielle, de facture classique, est distribuée autour du trio des personnages principaux : Encolpe, Ascylte et Giton, les deux premiers s'opposant pour la personne de Giton, objet des relations interviriles entre eux. Le schéma classique est cependant parodié : l’ami fidèle, qui est également un personnage traditionnel du roman grec, représenté par Ascylte « est certainement bien différent de Polycharme chez Chariton, de Cnémon chez Héliodore, ou de Clinias chez Achille Tatius ; et quand un compagnon plus âgé, le poète Eumolpe, prend la place d’Ascylte, il se montre bien éloigné du personnage vénérable du vieux Calasiris dans le roman d’Héliodore ». Subsidiairement apparaît parfois une autre structure, celle formée autour du couple amant/maîtresse, symbolisant le couple amour/haine. Le motif triangulaire oblige les personnages à vivre leur relation sur le mode agonique et, de fait, « l’amour entre les jeunes gens est systématiquement corrélé à la violence. »

### Relations sexuelles

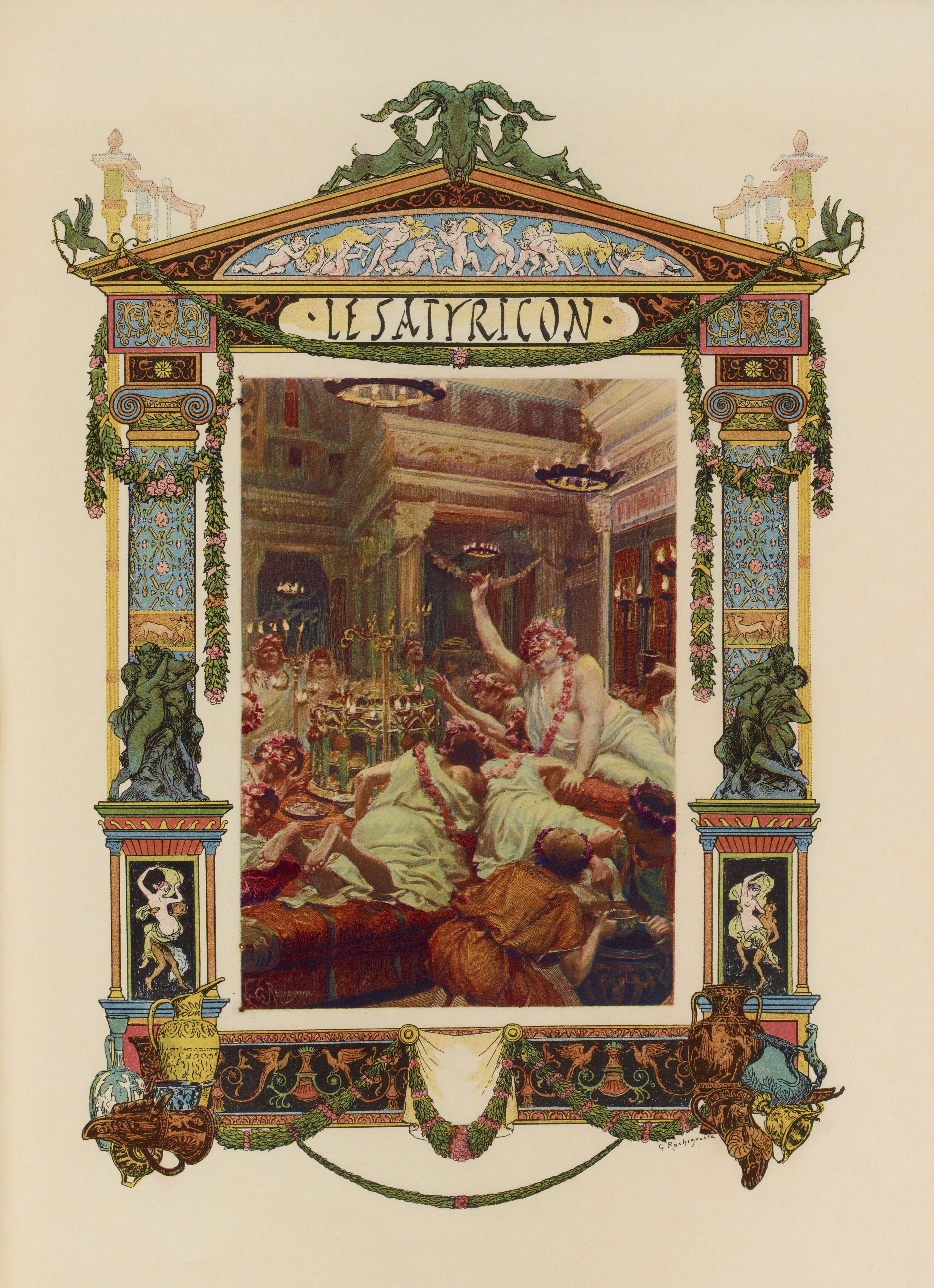
Illustration de la scène du festin chez Trimalcion par Georges-Antoine Rochegrosse.

Le Satyricon est considéré comme un roman pornographique et pédérastique, dès ses débuts. Jean-Claude Féray montre que le texte a toutefois été édulcoré par les versions et éditions successives et qu'il faut remonter à la traduction de François Galaud de Chasteuil (1625–1678), conservée à la Bibliothèque nationale de France, pour lire celle qui est la plus respectueuse de l'original. Il est par ailleurs envisageable que le texte actuel « résulte de l'enrichissement et de l'expansion d'un noyau primitif plus authentiquement pédérastique. » Cette expansion serait en revanche parodique ; le topos du couple des amants se comporte, par exemple, à l’inverse du couple des héros des romans érotiques grecs traditionnels.
Plusieurs indices laissent à penser que le texte relate les aventures de jeunes homosexuels romains. Le trio des personnages principaux est significatif : Encolpe aime Giton, également apprécié d'Ascylte, ancien compagnon du premier. Encolpe accuse son rival Ascylte d'être un leno (un « entremetteur » de jeunes personnes) et le qualifie de doctior (« très savant ») car il joue une part active dans la séduction. Les personnages, et en particulier Eumolpe et Encolpe, appartiennent donc à une communauté exclusivement homosexuelle, ou sont clairement bisexuels selon René Martin. Le personnage de Giton, qui passe pour être un adolescent de seize ans, est ambivalent. Selon Jean-Claude Féray, il est beaucoup plus jeune et les incohérences relevées à son propos s'expliquent par des manipulations du texte au fil des siècles, à partir d'un original grec plus cru. Le Satyricon « traduit également une sorte de renversement dans la présentation de l'« idéal féminin » […], à savoir que dans cette œuvre les femmes ne manifestent pas les talents domestiques, les qualités de réserve, soumission et besoin de protection que l'on attend d'elles mais que ces traits sont l'apanage de Giton. » Pour John Patrick Sullivan enfin, dans The Satyricon of Petronius: A Literary Studies (1877), le récit contient des éléments sexuels qui peuvent, dans une optique psychanalytique, être apparentés à une « nostalgie de la boue ».

### Peinture de la quotidienneté
Le Satyricon fournit un ensemble d'informations sur la vie quotidienne à Rome, entre le Ier et IIIe siècles — période supposée de rédaction du texte. La nourriture offerte par Trimalcion, lors du banquet qu'il organise chez lui, les gestes superstitieux des convives ou les scènes de magie ont intéressé les historiens de la cuisine romaine. Le « cave canem » (mise en garde qu'un chien protège la demeure) que découvre Encolpe à son entrée chez Trimalcion est semblable à celui représenté sur une mosaïque de Pompéi, même si, dans le roman, il s'agit davantage d'une peinture en trompe-l'œil. L'étude des objets, des peintures, de l'organisation de la demeure et de sa statuaire ont permis d'en savoir davantage sur la vie quotidienne à cette époque. Par conséquent, « les recoupements archéologiques ou ceux que fournissent d'autres sources littéraires garantissent la part importante d'observation qui entre dans la façon de Pétrone. » Ainsi, selon Gaston Boissier, « l’intérêt du roman de Pétrone est moins dans le piquant de l’intrigue ou dans l’agrément du style que dans les souvenirs qu’il renferme de l’époque où il a été écrit. »

### Décadence et marginalité

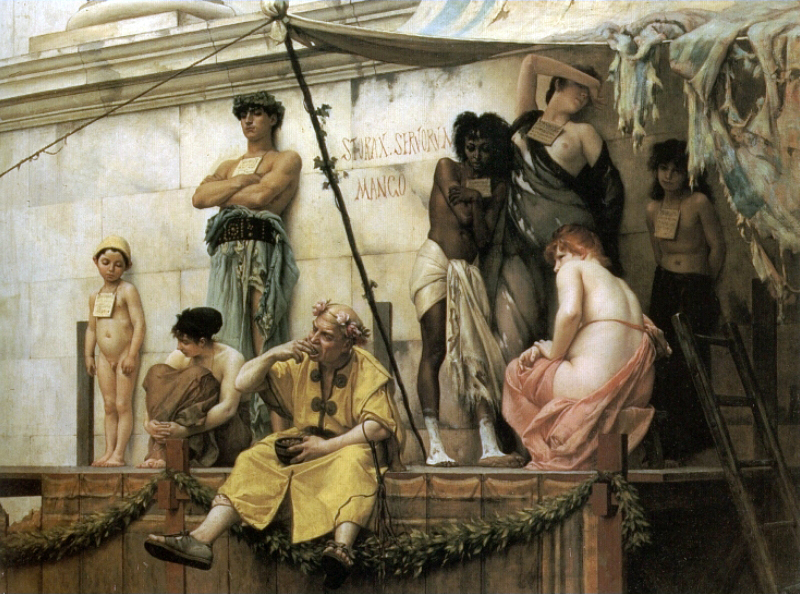
Le Marché aux esclaves par Gustave Clarence Rodolphe Boulanger (1882).

L'Éphèbe de Pergame, inséré au sein du récit, « illustre l'une des plus profondes convictions d'Eumolpe, celle qui concerne la décadence du monde contemporain. » Ce passage semble à relier à l'invective du chapitre LXXXVIII, qui présente une large critique de l'art, de la morale, de la politique et de la religion. Le Satyricon est donc, pour Louis de Langle, « quelque chose comme l'épopée de la crapule durant la décadence romaine » mais l'œuvre primitive dont il est inspiré « était, à en juger par les fragments qui en restent, quelque chose de plus élevé, de plus délicat, et […] de plus moral : il s'agissait de la décadence des lettres envisagée comme conséquence de la décadence des mœurs ». Selon G. B. Conte, « Encolpe représente tous les travers du scholasticus, celui qui passe le plus clair de son temps dans les écoles et les lieux de déclamation au point de tomber victime de ses propres expériences littéraires et qui, naïvement, s’exalte en s’identifiant aux modèles héroïques sublimes », ceux de l’épopée et de la tragédie. Cette marginalité des personnages se manifeste par le fait qu’ils sont sans domicile fixe et qu’ils errent tout le long du récit. « Au début du roman le narrateur, privé du sens de l’orientation, est incapable de retrouver le chemin qui le mènera à l’auberge : « Mais je ne me rappelais pas exactement la route, et ne savais pas où était notre auberge. Aussi je ne faisais que revenir sans cesse sur mes pas. » dit-il ». Cette décadence se manifeste surtout par la maîtrise de la duplicité de la part des personnages principaux, en particulier lors de l’épisode sur le bateau de Lichas et Triphène. Pétrone présente également comme cause de la décadence l'abandon de l'éloquence au sein de la scolarité romaine. Il reprend par là la thèse de Messalla, rapportée dans le Dialogue des orateurs de Tacite. « Les correspondances que ce dernier texte présente avec celui de Pétrone sont si nombreuses qu’elles ont été utilisées soit pour compléter telle lacune dans le Dialogue des orateurs, soit comme argument pour une datation tardive du Satyricon » selon Danielle Van Mal-Maeder.
Pour Émile Thomas, les petites gens (populus minutus) sont omniprésents dans le Satyricon, roman de la plebicula (« société des pauvres »). Cette couche de la population est composée par beaucoup d'anciens esclaves affranchis qui mettent en scène, lors de banquets grandioses, l'opulence de leurs anciens maîtres. En effet, l'argent ne leur procure pas les mêmes droits civiques que les ingenui, et ces fêtes sont « un moyen d'échapper au déterminisme de leur ancien statut », représentant une sorte de saturnales même. Pétrone dépeint par ce roman les ravages d'une « morale du profit ». Le réalisme lui sert pour représenter cette décadence et cette instabilité du cosmos. Pour Pétrone « le monde est agité d'un mouvement incessant, où rien n'est sûr, surtout la richesse et la situation sociale sont choses extrêmement instables ».

### Jeunesse et violence

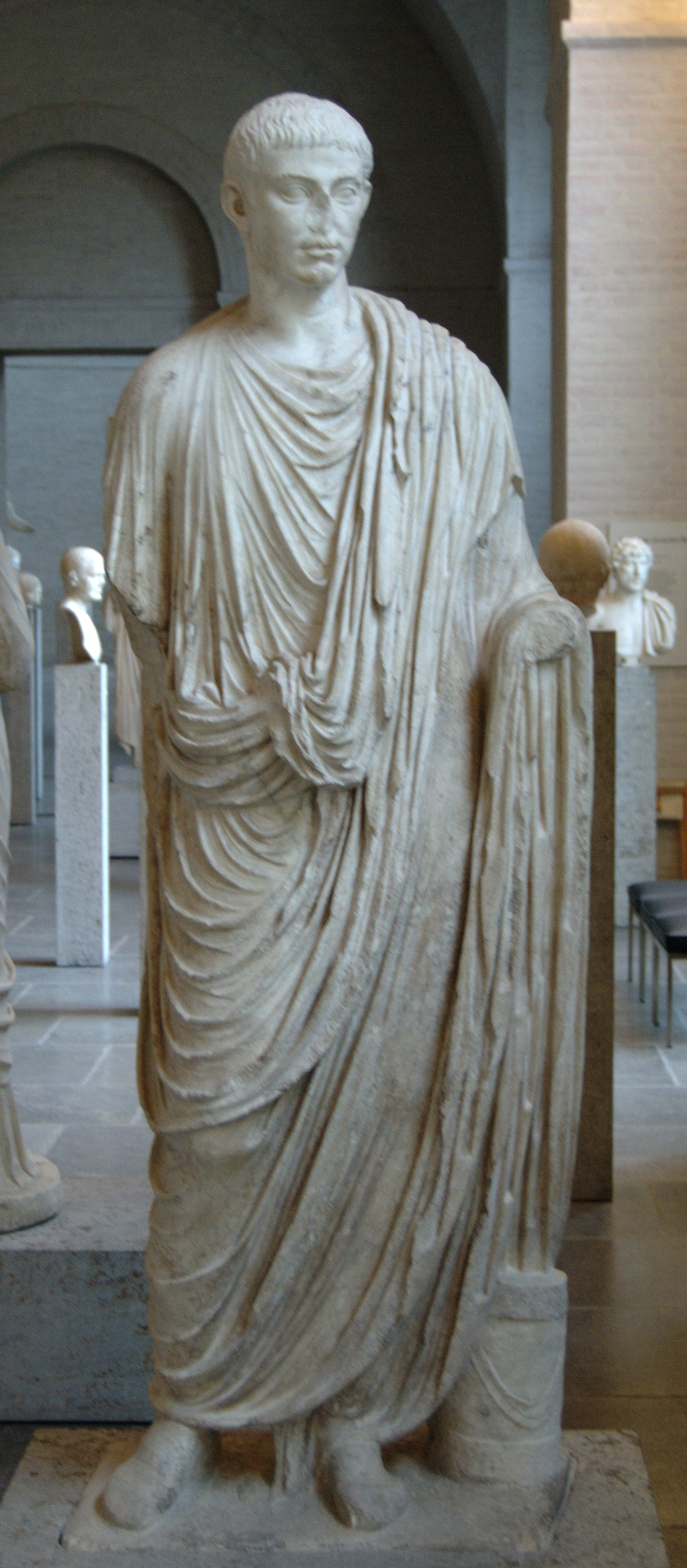
Statue d'un jeune Romain en toge, 20-30 ap. J.-C (Glyptothèque de Munich).

Johana Grimaud fait remarquer que les trois jeunes protagonistes ne sont pas du même âge, mais qu'ils appartiennent tous les trois à la catégorie plus globale de la iuuentus (la « jeunesse »). « Le Satyricon livre une représentation d’une jeunesse en quête de repères. Si le théâtre latin représente la première étape de l’individualisation de la jeunesse dans la littérature, il semble que Pétrone en marque le dernier palier. » René Martin présente quant à lui les principaux personnages du roman comme des jeunes, « typiquement des déclassés, des marginaux », qui traduisent une crise plus profonde au sein de la société romaine, crise que plusieurs passages illustrent particulièrement. Par exemple, le poème inséré dans le récit, le Bellum Ciuile chanté par Eumolpe, « pose les origines de la société du Satyricon, qui n’est qu’une continuité de cette société républicaine délitée, où la crise des valeurs est profonde. » La jeunesse, le mot même, est en effet absent de l'œuvre de Pétrone, et cela à deux niveaux : « d’abord la communauté disparaît en elle-même, étant éclatée et désormais n’existant qu’au travers de destins isolés, ce que le trio disparate du roman illustre d’ailleurs », trio formé d'un puer (Giton), d'un adulescens (Encolpe) et d'un iuuenis (Ascylte), mais la jeunesse disparaît aussi en tant que groupe social, possédant un rôle sur la scène politique, puisque « Pétrone présente des jeunes gens sans place dans la société, des marginaux dérisoires ».
Le mélange du quotidien le plus trivial et grotesque, vécu par des jeunes personnages en marge, et qui adoptent un comportement érudit mais en décalage constant avec leur situation tragique « crée un écart comique qui donne aux événements vécus par les personnages un caractère ridicule. La modernité du Satyricon tient, selon Johana Grimaud, dans cette représentation d’une jeunesse dégradée, qui dessine l’image d’une société en plein délitement ». La violence constitue leur rapport au monde et celle-ci est avant tout sexuelle. Les relations des personnages principaux avec les femmes « n’échappent pas à la violence de la domination sexuelle ». En effet, la femme est souvent la puella dura (« femme dure »), motif récurrent chez Properce. « Au cours de leurs aventures, le trio masculin est confronté à plusieurs femmes délirantes qui les malmènent rudement » : Quartilla, prêtresse de Priape, Circé dans l’épisode de Crotone, la sorcière Prosélénos et enfin Œnothéa, prêtresse de Priape également. Pour Johana Grimaud, « l’impuissance d'Encolpe matérialise cette défaillance passive du héros » et ce dernier « se révèle castré », suscitant la colère des femmes.

### Roman idéologique
Le primat de l'argent dans l'affirmation de la liberté des affranchis et dans les relations entre ingenui (ceux nés libres) et liberti (les affranchis) est au cœur des tensions qui traversent les personnages du Satyricon. Encolpe, le narrateur, est l'envers de la société fantasmatique que représente Trimalcion. Ce dernier symbolise l'exagération et l'hyperbole sociale alors qu'Encolpe, les couches les plus démunies de la société romaine. L'auteur a le projet de représenter la marginalité et la pauvreté qui contrastent avec l'économie globalisée de l'Empire romain de son époque. Les thèmes visés par la critique de Pétrone sont nombreux et, outre l'économie et le social, la rhétorique est la cible de sa plume. Les personnages, dans leurs comportements, constituent en effet une critique de l'éducation classique romaine. Selon G. B. Conte, Encolpe, par exemple, porte sur ses aventures un regard de scholasticus pétri de rhétorique romaine mais il déclame ses discours appris plus qu’il ne les raconte. Ils « miment, dans leur quotidien, des comportements empruntés à l’univers livresque, dont ils ont été saturés lors de leurs études rhétoriques : leur identification se manifeste non seulement dans leur propension au lyrisme déclamatoire, dont le style ampoulé du narrateur est un symptôme, mais elle conditionne également une certaine sensibilité à l’égard des événements » pour Johana Grimaud.

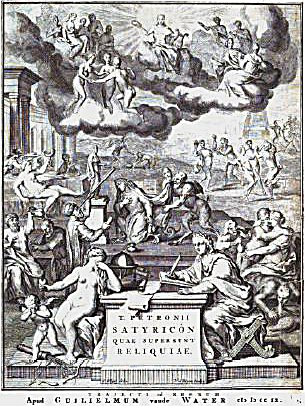
Première page de l'édition de 1709 du Satyricon.

Pour Alberto Pietro Arciniega, la finalité du Satyricon est nettement idéologique : il s'agit de montrer, par la peinture du comportement public peu édifiant des affranchis, que la raison est toujours détenue par leurs anciens maîtres. L'affranchissement ne retire pas aux maîtres romains leur pouvoir, dominica potestas. Ainsi, le Satyricon est « un bon reflet du système esclavagiste de cette époque, sa colonne vertébrale, le festin chez Trimalcion, était destiné principalement à perpétuer le système en essayant de fixer les esclaves libérés et les affranchis dans l'imaginaire collectif ». La scène où le plat principal, un sanglier coiffé d'un bonnet d'affranchi (pileus), est présenté aux convives marque le meilleur exemple de l'idéologie du récit selon lui. Le festin chez Trimalcion témoigne de la difficulté qu'éprouve la société romaine d'absorber ses affranchis notamment. « Sous ce carnaval, Pétrone suggère, à touches discrètes, que le métissage de la société romaine est à inventer pour revigorer un monde qui fait se côtoyer dans le même amoralisme un très riche affranchi inculte et un jeune marginal cultivé que son éducation n'empêche pas de mal faire et de jouer les parasites. »

### Satyriconet évangile selon Marc

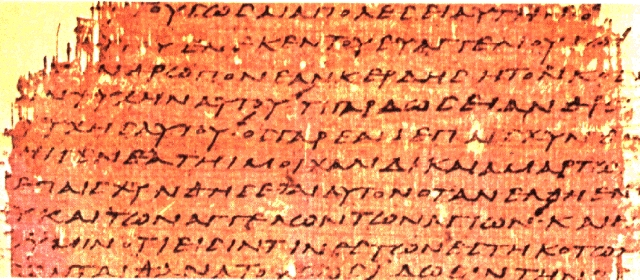
L'évangile de Marc (papyrus 45).

Venant après d'autres, les recherches de littérature comparée du professeur italien Ilaria Ramelli montrent que le Satyricon de Petrone, écrit selon elle vers 64–65, contient une parodie de l'histoire de Jésus, en particulier de la scène que les chrétiens appellent souvent « l'onction de Béthanie » (Nouveau Testament, Évangile selon Marc, 14, 1-9). Dans celle-ci, une femme, souvent identifiée à Marie la magdaléenne ou à « la femme adultère », casse une fiole et verse sur la tête de Jésus le précieux parfum qui y était contenu, puis Jésus justifie son acte en disant qu'elle a préparé son embaumement et il annonce donc sa mort quelques jours après. De la même façon, dans le passage cité du Satyricon, Trimalcion fait porter par ses serviteurs une fiole de nard (un précieux onguent) dont il asperge ses commensaux et il les exhorte à faire comme s’ils avaient été invités à ses funérailles,.
L'expression « ampullam nardi » (au chapitre LXXVIII,3) se retrouve telle quelle dans l'une des plus anciennes versions latines de l'évangile selon Marc, le Catabrigiensis, du Ve, qui reproduit la Vetus latina, une ancienne version des évangiles en latin. Il y a d'autres points de contact entre le banquet de Trimalcion et l'évangile, comme le chant du coq (chapitre LXXIV, 1-3) qui annonce un mauvais présage. l'allusion à la résurrection dans le récit de la matrone d'Éphèse (CXI, 5-6) qui parle du cadavre d'un crucifié enlevé après sa mort. Au chapitre CXLI, l'un des protagonistes du roman promet qu'il laisse tout son patrimoine à ceux qui mangent sa chair, ce qui constitue selon Ramelli une raillerie de l'eucharistie. Cette dernière en tire la conclusion que l'évangile selon Marc a été écrit avant 64 et que sa langue initiale était le latin. Cela est vivement rejeté par l'ensemble des spécialistes car l'évangile attribué à Marc, comme les trois autres évangiles canoniques ont été écrits en grec. De plus, le processus d'écriture de l'évangile selon Marc commence peut-être, au plus tôt, vers 65, mais certains estiment qu'il aurait pu s'étaler sur plusieurs décennies pouvant aller jusqu'à 115.

## Stylistique

### Observation satirique
« Pétrone promène sur toutes choses un regard d'observateur et prend plaisir à des descriptions précises et humoristiques » selon Hubert Zehnacker et Jean-Claude Fredouille. La minutie satirique de son regard se retrouve, par exemple, dans la description faite de la demeure de Trimalcion, qui est comparable à celles communes à Pompéi et qui est fidèle à l'esthétique et aux habitudes domestiques de la fin du règne d'Auguste. Au temps de Pétrone, une telle description avait donc vocation à provoquer le ridicule. Certains passages présentent une critique sociale quant à l'ouverture du monde romain vers les étrangers qui s'enrichissent. Cette xénophobie se double d'un sentiment d'infériorité, présent de manière constante en filigrane du Satyricon. Selon Antonio Gonzalès, ce que la satire nous montre dans le Satyricon c'est un condensé des divers pans de la société des affranchis à Rome. Le Satyricon est donc le drame de cette soudaine liberté obtenue à la suite de l'affranchissement.
Le Satyricon est un mélange de prose et de vers et, en ce sens, il se rattache à l'une des satura romaine, spécifiquement à celle des Satires Ménippées de Varron et de l'Apocoloquintose de Sénèque. Selon Pascal Quignard, la satura est à l'origine liée aux vers fescennins, du nom du poète Avienus et aux ludibrium qui ont cours lors des jeux sarcastiques qui accompagnent la procession du fascinus de Liber Pater, commémorations à caractère pornographique par conséquent. L'intention parodique, les thèmes et la teneur pornographique du texte le rattachent en effet à cette tradition littéraire. Les situations et notamment la scène de l'auberge (chapitre XCIX) sont exagérées « au point que rien n’est crédible et que tout, au bout du compte, prend la forme d’une farce », ce qui a pour finalité et pour résultat de mettre à distance la violence des relations interpersonnelles. Le comique accentue par conséquent la matérialité du monde représenté. Cette manifestation de la violence des relations humaines « pose l’image d’une société malsaine, dans laquelle l’autre est toujours potentiellement un agresseur ou un traître. Le rapport amoureux est ainsi dégradé en trio de comédie, les rapports hétérosexuels parodient le thème de la puella dura, et tous les rapports sont exagérés dans le sens d’une dégradation ridicule. »

### Descriptions

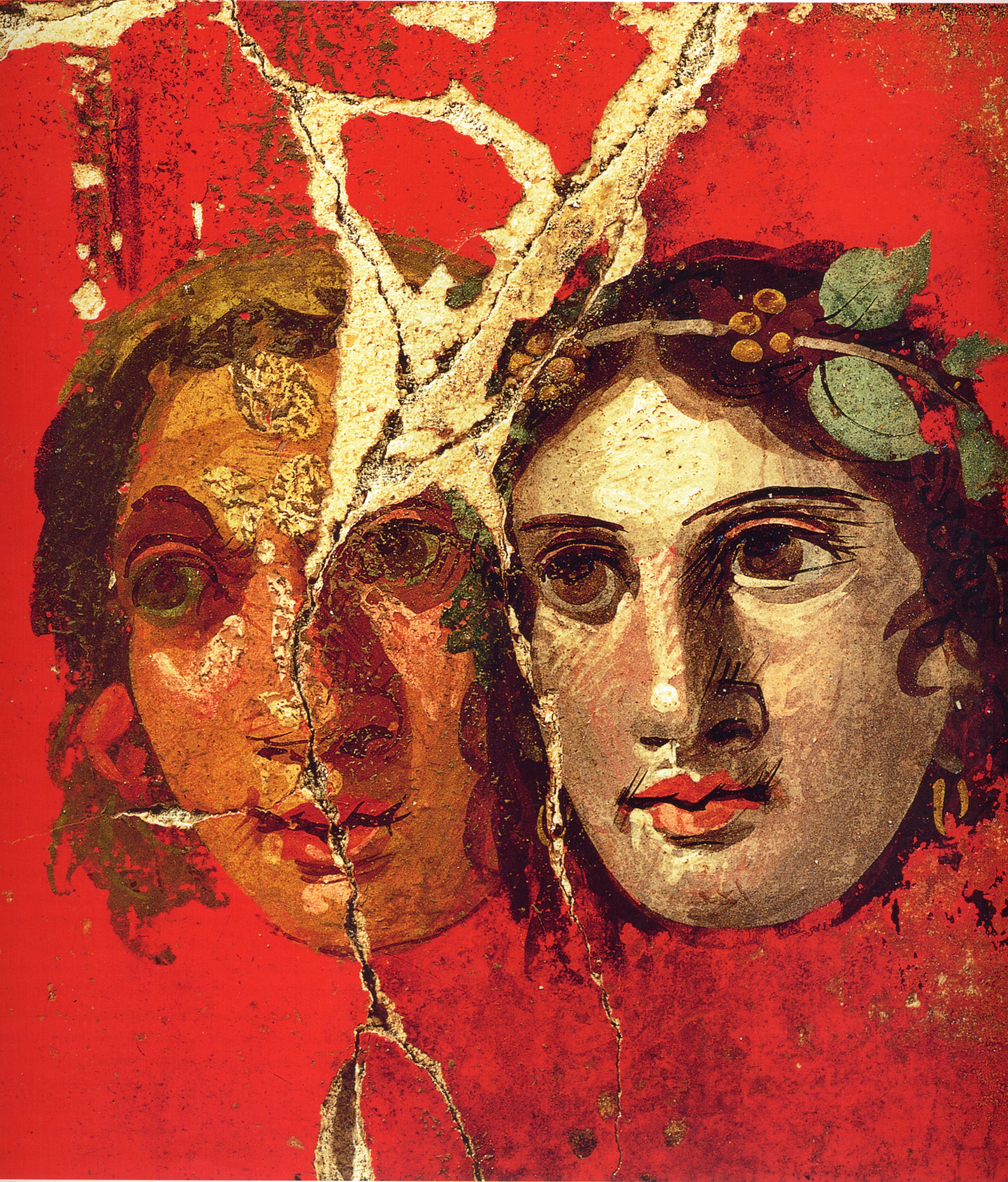
Représentation de deux masques de femmes (fresque de la maison du bracelet d'or, à Pompéi).

Selon Jean-Christian Dumont, lors de l'épisode du festin chez Trimalcion, Pétrone dépeint une « illusion de maison » ; en effet : « il l'a mise en place plus selon la technique du décor de théâtre que selon celle de l'architecte ». Par l'intermédiaire de la narration à la première personne, la description semble, tout au long du roman, une déambulation qui sélectionne les détails caractéristiques. Le narrateur, Encolpe, emploie par exemple de manière systématique le verbe latin notaui (« remarquer, noter »). Cependant, ces descriptions sont le fruit d'une subjectivité, celle d'Encolpe, narrateur du récit principal. Le lecteur est donc « invité à prendre ses distances vis-à-vis d’un tel narrateur, si peu digne de confiance, et à rire du décalage entre la réalité triviale de son parcours et ses tentatives ridicules de sublimation » que sont ses descriptions du monde alentour. Il faut donc, et c'est là un message de l'œuvre, « être détaché des apparences selon Pétrone » explique Nicole Fick.
L'espace textuel du Satyricon est très marqué par l'urbanité. Selon Joël Thomas, « il y a une correspondance étroite entre la ville et le thème de la duplicité » des personnages. Pour Johana Grimaud la ville métaphorise l'univers de l’artifice, prédominant, si bien que le Satyricon puisse être qualifié de « fable urbaine ». Laissant peu de place à la nature, « les thermes, les ruelles, les portiques, la villa de Trimalcion, créent un décor minéral, géométrisé, d’où est exclue la souplesse du végétal ». Il s'agirait peut-être du « premier regard fantasmatique porté sur l’antiquité », l’ancêtre du peplum en somme.

### Procédés
Pétrone use de nombreux procédés littéraires destinés à rendre davantage vivantes les scènes du Satyricon. Lors du festin chez Trimalcion, il recourt par exemple au récit indirect. Ce procédé est visible lorsque Encolpe, pour se faire expliquer une scène qu’il ne comprend pas, s’adresse à son voisin ce qui permet, par conséquent, « de renseigner le lecteur sur les gens de ce milieu [les affranchis] tant par sa propre façon de parler que par les indications qu’il fournit ». Pétrone joue constamment sur les lieux communs de la culture gréco-latine. En effet, la majorité des topoï littéraires du roman d'amour grec, modèle sérieux supposé du Satyricon, s'y retrouvent parodiés : tentatives de suicide, tempête en mer et naufrage, procès, rivaux amoureux, mort apparente, monologues, ekphrasis, sentences, assemblées populaires, double songe et seconde rencontre entre personnages.
D’une certaine manière, le Satyricon est, selon Michel Dubuisson, un roman à clé,. Il ajoute : « au-delà d’un premier niveau de lecture, ce texte oblige constamment à un décryptage qui décèle à la fois des éléments non conventionnels et des échos des polémiques de l’époque. Donc une chose en tout cas est claire : ne pas prendre le Satiricon au sérieux, sous prétexte qu’à toute première vue il pourrait apparaître comme un récit d’aventures sans prétention autre que de divertir, serait une erreur grave. »
La stylistique de Pétrone procède surtout par contrastes. La critique du style déclamatoire portée par le personnage d'Encolpe (face au professeur de rhétorique qu'est Agamemnon notamment) a pour but de faire ressentir le « fossé séparant la réalité du forum et l’univers fictionnel des déclamations ». La composante théâtrale occupe une place éminente dans le Satyricon, comme l’a montré Costas Panayotakis ; les termes théâtraux y sont utilisés pour indiquer la fiction et l’illusion.
Les jeux de mots constituent également une ressource stylistique innovante chez Pétrone. De nombreux mots, existant auparavant dans la langue ou hapax forgés par l'auteur parsèment le Satyricon, tissant un réseau sémantique riche en échos. Par exemple, le terme embasicoetas est un mot grec qui ne semble être attesté que chez Pétrone ; le jeu de mots serait peut-être : « celui sur lequel on se couche, qui sert de couche », allusion au succube, et désignant dans l'espace textuel le « débauché », le « mignon ». Le terme cinaedus (cinède) signifie « efféminé », « débauché » et qui renvoie à un univers culturel et social complexe.

### Intertextualité

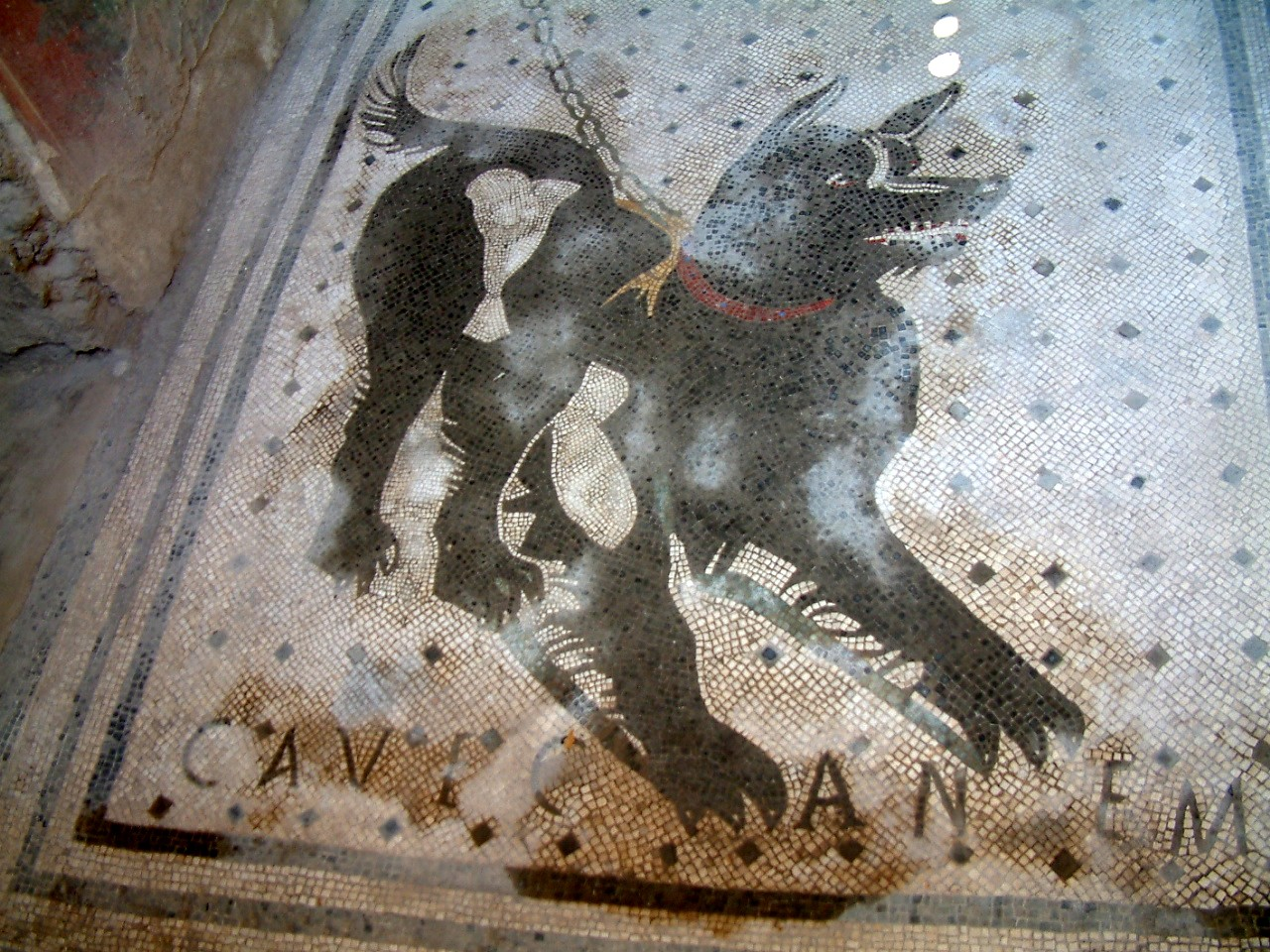
Pour moi, bouche béante, j’admirais tout cela, quand, à la gauche de l’entrée, près de la loge du portier, j’aperçus un énorme dogue enchaîné, au-dessus duquel était écrit, en lettres capitales : « GARE, GARE LE CHIEN ! » Ce n’était un dogue qu’en peinture ; mais sa vue me causa un tel effroi, que je faillis tomber à la renverse et me casser les jambes.

#### Allusions culturelles et littéraires
Les allusions sont courantes dans le Satyricon. Le poème sur la prise de Troie reprend en sénaires iambiques le sujet traité auparavant par Virgile au second livre de l'Énéide. Le second poème, portant sur la guerre civile, fait écho quant à lui à celui du livre I de la Pharsale de Lucain. Les plats inventifs lors du festin chez Trimalcion sont aussi des allusions mythologiques. Plusieurs épisodes sont des parallèles mythologiques : par exemple, la disparition de Giton, par la manœuvre d'Ascylte, est décrite par Encolpe comme l'enlèvement d’Europe ou celui de Ganymède. Le roman renferme aussi des allusions à la culture sémitique à travers le personnage de Trimalcion, si bien que c'est dans le Satyricon « que l’on trouve l’un des catalogues les plus complets de poncifs antijuifs » explique Michel Dubuisson. Il est par conséquent plus que certain que le public auquel s'adresse Pétrone est un public cultivé et connaisseur en allusions culturelles et littéraires. Entre autres exemples, le récit du festin chez Trimalcion prolonge sur un mode ironique la tradition issue du Banquet de Platon. Cette ironie du texte « suppose un lector doctus, doué de perspicacité, de finesse, d’intelligence même et d’une solide éducation littéraire : elle est élitiste » selon G. B. Conte.
Les parallèles littéraires, nombreux, visent un message social et politique. Les poèmes insérés dans le court du récit sont en particulier explicites sur ce point :
Où l’or est tout-puissant, à quoi servent les lois ?

Faute d’argent, hélas ! le pauvre perd ses droits.

À sa table frugale, en public, si sévère,

Le cynique, en secret, met sa voix à l’enchère ;

Thémis même se vend, et sur son tribunal

Fait pencher sa balance au gré d’un vil métal.
L'auteur vise par ce court poème la justice corrompue, lieu commun de la littérature latine. Danielle Van Mal-Maeder a montré qu'il fait référence, pour le thème de la corruption et de la vénalité de la justice, aux textes de Varron, Juvénal et Martial. Le Satyricon fait enfin allusion à divers auteurs de la philosophie romaine, et en premier lieu à Sénèque. Des passages des Lettres à Lucilius sont en effet repris et parodiés. L'objectif de l'auteur est de porter un regard critique sur la société romaine de son temps, même s'il demeure difficile de comprendre la motivation réelle de Pétrone : le Satyricon « contient aussi des allusions épicuriennes, qui ont été diversement interprétées : tantôt on a fait de Pétrone un épicurien, tantôt on a vu en lui l’auteur d’un violent manifeste contre l’épicurisme, qu’il aurait cherché à ridiculiser en le faisant défendre par des personnages méprisables », commente Michel Dubuisson.

#### Parodie de l'Odyssée

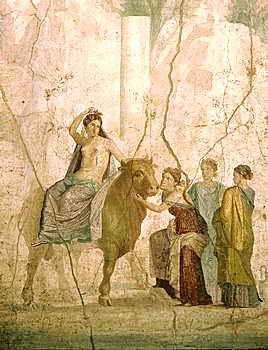
Le rapt de Giton par Ascylte est décrit par Encolpe de la même manière que l'enlèvement d’Europe dans la mythologie grecque (fresque de Pompéi).

Pour Olivier Sers, comme pour René Martin, le Satyricon serait une parodie homérique, ce qui leur permet de supposer de la longueur originelle du texte, qui aurait été composé de vingt-quatre livres au total. Huit livres ont été conservés à ce jour, dont six de manière incomplète, soit un quart du texte intégral supposé parodiant l'Odyssée. Selon Olivier Sers, le Satyricon est vraisemblablement plus long que le texte des Métamorphoses d'Apulée. Plusieurs éléments renvoient à l'épopée d'Homère. D'abord, le style satirique de l'auteur rabaisse ses personnages principaux au statut d'anti-héros. Contrairement au rusé Ulysse, Encolpe est un fuyard pleutre. L'intrigue principale est une parodie directe de celle de l'Odyssée : de même que Poséidon poursuit Ulysse, dans le Satyricon c'est Priape qui traque Encolpe (toutefois, selon Aldo Setaioli, le rôle central de Priape dans le Satyricon a été mis en doute par divers savants). L'allusion à la magicienne Circé est également explicite. Plusieurs épisodes tournent en dérision les péripéties d'Ulysse : celui de la tempête est ainsi une parodie du chant V d'Homère. La signification et la visée des allusions est en somme souvent satirique et iconoclaste. Les scènes homériques peintes sur les murs de la demeure lors de l'épisode du festin chez Trimalcion contribuent en effet « au grandissement épique qui fait du parvenu un héros », de même que certains épisodes comme celui où Ascylte arrive à l’auberge, à la recherche de Giton. Pour lui échapper, celui-ci se cache sous le lit et s’accroche au sommier pour éviter d'être découvert (allusion directe à la manière dont Ulysse sort de la caverne du Cyclope, suspendu de même à un mouton, au chant IX).

#### Désacralisation et innovation
Aldo Setaioli voit dans le Satyricon une entreprise de désacralisation de la veine des romans d'amour grecs sérieux. Plusieurs scènes parodiques le laissent à penser. L'usage parodique de l’épisode de Didon (repris de celui de l'Énéide) au chapitre CXXXII et l’histoire de la veuve d’Éphèse (CXI et CXI), sont davantage que de simples allusions. Il en est de même de la composition poétique entière située dans l’épisode de Circé (chapitre XXXIV), qui est une désacralisation d'un épisode du livre XIV de l’Iliade (la scène d’amour entre Zeus et Héra sur le mont Ida). Autre exemple : en mentionnant les personnages tragiques qui s’adressent à leurs propres yeux, Pétrone, au chapitre CXXXII ridiculise l'Œdipe roi de Sophocle mais « surtout des écrivains comme Chariton et comme les auteurs de l’Histoire d’Apollonios et des fragments de Kalligoné, qui imitent la tragédie en mettant en scène des personnages qui, de façon parfaitement sérieuse, s’adressent à leurs propres yeux. » Si les éléments parodiés sont réels, et s'ils participent à une remise en cause des modèles traditionnels, il semble que Pétrone ait cependant aussi voulu donner à son Satyricon une tournure sérieuse. Le Satyricon ne peut reposer uniquement sur la simple imitation humoristique ; Pétrone fait parvenir un message inédit pour l'Antiquité. Le thème qui ne semble pas parodié chez Pétrone est « la scène dans laquelle Giton et Encolpe se préparent à mourir dans les bras l’un de l’autre au milieu de la tempête en furie. » Il en est de même pour les tentatives théâtrales de suicide et pour l'amour homosexuel des personnages principaux, autant d'éléments qui font que « Pétrone a exploité de la façon la plus habile toutes les suggestions offertes par un thème romanesque répandu pour monter un épisode réjouissant, dont la valeur artistique va bien au-delà de la simple parodie, même si elle est à la base du processus littéraire mis en œuvre. »

### Psychologie des personnages

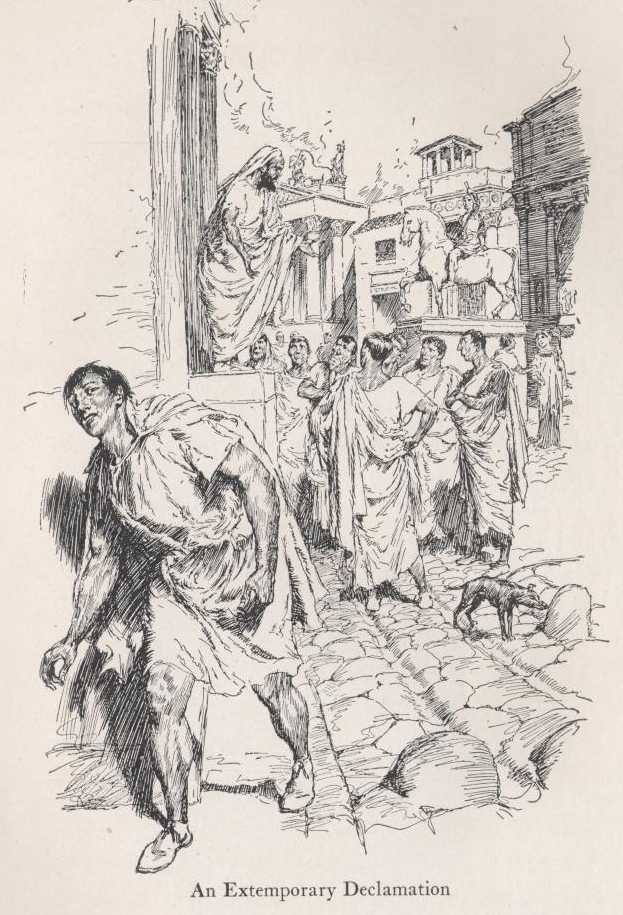
Illustration d'une scène du Satyricon par Norman Lindsay.

La description psychologique des personnages est fine, à tel point que l'on peut parler à ce propos d'éthopées. La description de la jalousie d'Encolpe est particulièrement notable. Celle-ci est dépeinte au chapitre XCIII, sur fond de farouche rivalité entre Encolpe et Ascylte pour l'amour de Giton. Le chapitre abrite un monologue intérieur qui signale l'introspection d'Encolpe quant à son sentiment jaloux. Les patronymes des principaux personnages éclairent leurs psychologies ; ils ont en effet une signification en grec ancien selon Louis de Langle : « Ascylte est l'« infatigable » à cause de sa valeur amoureuse. Encolpe veut dire celui qui est tenu dans le sein, dans les bras. Entendez : « le chéri ». Giton signifie « voisin », Eumolpe, « harmonieux ». Trimalcion, comme le Trissotin de Molière, veut dire probablement « triple brute » », Tryphène signifie « vie de délices » c'est-à-dire débauchée, Aenothea vient du mot « vin ». Michel Dubuisson explique que le nom de Giton fait plutôt référence au « mignon » en argot (il a d'ailleurs donné par antonomase, le mot français giton) alors qu'Encolpos signifie, en grec, « enculé ». Le mélange des langues des personnages marque non seulement leurs origines (ethniques ou sociales) mais aussi leurs psychologies (hétéroglossie) et notamment pour caractériser chaque convive lors du festin chez Trimalcion. Ce sont donc des personnages ambigus et difficiles à définir. Contrairement aux personnages héroïques comme Achille, Ulysse ou Énée, la description des personnages du Satyricon « est faite d’un mot [et] on ne peut trouver à propos d’Encolpe aucune épithète analogue ; il ne se laisse pas qualifier aussi aisément ».
Selon Johana Grimaud, la fuite caractérise le trio des personnages principaux ; « leur itinéraire n’obéit donc pas à la cohérence de la quête, mais à l’arbitraire de la fuite. Leur seul repère est l’auberge, lieu interlope où ils se réfugient. » Par conséquent, « l’errance dans l’espace est une matérialisation symbolique de l’errance sociale des jeunes gens, qui n’ont d’autre moyen de survie que voler ou tromper », comme c'est le cas dans l’épisode du manteau volé, ou celui de Crotone. Par ailleurs, ils n’ont pas d’état civil. Seule leur sexualité ou leurs déboires passés les caractérisent : Encolpe aurait été gladiateur (il est qualifié de gladiatore obscene) et il aurait commis un crime alors qu'Ascylte est dépeint comme un « prostitué aux complaisances féminines, dont le souffle même est souillé d’impureté », autant de classes sociales infâmes dans la société romaine. Peter George considère que les deux amants Encolpe et Ascylte sont des personnages « intensely literary », c'est-à-dire qu'ils manifestent une tendance quasi-pathologique à la dramatisation et à la théâtralisation des réactions. Cette caractérisation psychologique des personnages a semble-t-il influencé la tradition littéraire du héros et Encolpe, par exemple, a pu servir de modèle aux modernes Gil-Blas et Figaro d'après l'historien Gabriel de La Porte du Theil.

### Roman moraliste

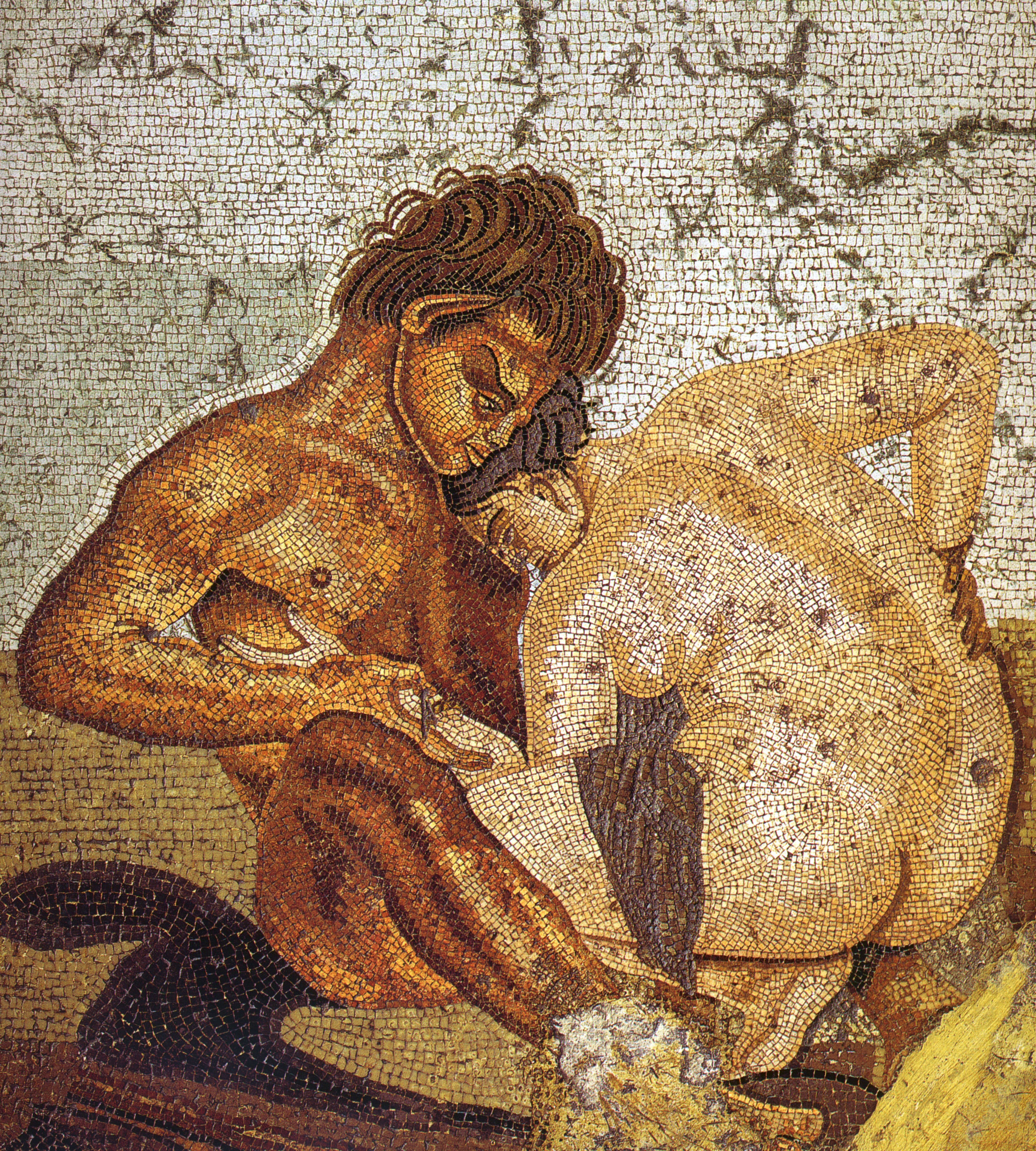
Un satyre et une nymphe, Maison du Faune de Pompéi.

Des critiques contemporains dénient à Pétrone le statut de moraliste, dans le sens où ce dernier décrirait une réalité pour détourner les lecteurs du vice. Pour Henry de Montherlant, « le message social est inexistant dans le livre ». Au contraire de Varron dans ses Satires Ménippées, Pétrone paraît en effet dissimuler la nature de ses intentions. Certains voient dans le Satyricon une entreprise de dérision et de subversion des valeurs romaines, une critique de la nobilitas (la « noblesse ») aussi, alors que d'autres font de l'ouvrage un « jeu littéraire, un divertissement humoristique ». Pour Pascal Quignard, le Satyricon est le récit des débauches (stupri) de Néron et de sa cour. Pétrone s'y amuserait à exercer ses détournements de la langue latine. Cependant, la satura en prose étant peu connue encore, et mal documentée historiographiquement, il n'est pas possible de conclure clairement sur ce point. Pour Gaston Boissier, Pétrone marque « le point culminant de l’immoralité romaine, puisque Tacite nous dit qu’à partir de Vespasien les mœurs devinrent plus réglées et la vie plus honnête ». Pour l'érudit du XVIIe siècle Burmann, Pétrone est, a contrario, « un homme très saint ».
Les aventures d'Encolpe, partie la plus longue du texte, paraît « l'œuvre d'un romancier naturaliste qui peint avec une exactitude scrupuleuse les mœurs et les usages de son temps, mais qui se révèle assez inhabile dans l'analyse des caractères », alors que le festin chez Trimalcion semble être le travail d'« un psychologue enjoué et profond et d'un moraliste sceptique, nourri des maximes d'Épicure et tout spécialement préoccupé des rapports qu'il entrevoit entre la décadence des mœurs et celle des arts et des lettres ». Dans les deux contes insérés (L'Éphèbe de Pergame et La Matrone d'Éphèse), « le personnage principal montre l'envers du comportement social dont il se faisait le champion », ce qui laisse sous-entendre, pour Maryline Parca, que Pétrone les utilise pour mieux tourner en dérision certains principes moraux. Elle conclut en signalant que l'auteur « n'impose pas son propre point de vue au lecteur. Son silence est le gage d'une sensibilité aiguë, de l'intelligence souple d'un être qui connaît les hommes et les comprend, d'un être dont la réserve combine assurément les qualités d'artiste et de moraliste. » Bien plus, Pétrone se jouerait de cette ambivalence. Pour Pierre Grimal en effet, « Pétrone serait une sorte de nihiliste dévastateur qui camperait des personnages prêchant le suave mari magno de Lucrèce tout en mettant en scène une « nef des fous », non pas en prenant parti pour ou contre l’épicurisme, mais en se frottant les mains et en riant de façon sarcastique »,.

## Traductions, éditions illustrées et apocryphes

### Traductions françaises

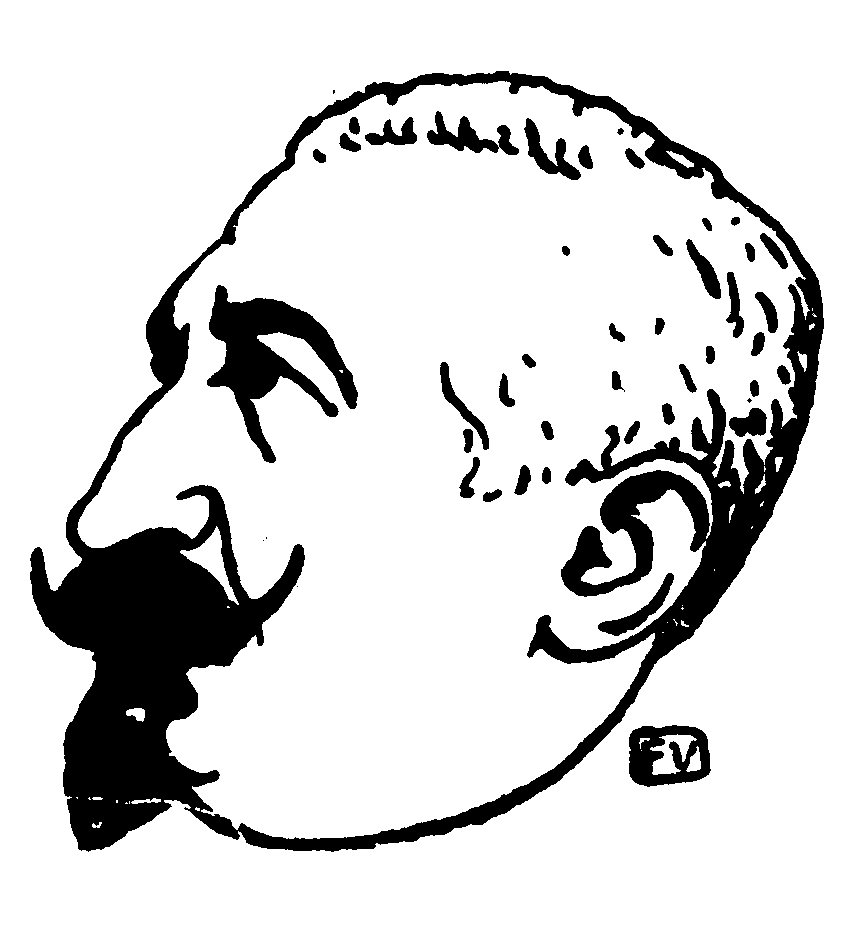
Portrait de Laurent Tailhade par Félix Vallotton (1896).

Le Satyricon donne lieu tout au long du XVIIIe siècle à de multiples traductions et commentaires érudits : d'abord par Pieter Burmann en 1709, puis par son neveu Pieter Burmann le Jeune en 1743, par Conrad Anton en 1781 et par Bipontine en 1790. Gabriel de La Porte du Theil a pour but de produire une traduction savante et pour cela, il effectue un « laborieux travail philologique » qui se voit cependant censuré. En 1677 Michel de Marolles publie, sous anonymat, la première traduction intégrale du Satyricon.
En 1910, Laurent Tailhade, journaliste et homme de lettres libertaire, traduit le Satyricon en respectant la langue familière de l'original. Celle-ci, qui repose sur la lecture d'une version du Satyricon enrichie au XVIIe siècle, inclut en effet les solécismes et impropriétés et, même, invente des néologismes tels : « mérétrice », « engeigner » ou « vérécondie ». Il a également ajouté ou retiré des termes latins et employé des tournures archaïques dérivées du latin mais en usage dans la littérature fin-de-siècle moderne, si bien que l'on peut parler d'une traduction fondée sur un « anachronisme lexical »,. En raison de ce travail de redécouverte, la traduction de Tailhade a été la plus reproduite.
Louis de Langle produit également une traduction notable, en 1923. Selon lui, la traduction du Festin chez Trimalcion a été la plus difficile parce que ce texte « est écrit suivant une syntaxe plus incertaine, dans une langue plus corrompue, plus faisandée » alors que les aventures d'Encolpe sont écrites dans une langue « plus latine et plus élégante, [avec un] style plus fin et plus serré. »
Jean-Claude Féray propose, en 2000, une traduction différente dans Encolpe et Giton. Refusant d'y inclure le Festin chez Trimalcion, il met l'accent sur le langage truculent et populaire des personnages. Il reproduit également, à la fin de l'ouvrage, une traduction anonyme et inédite de la fin du XVIIe siècle.

### Éditions illustrées

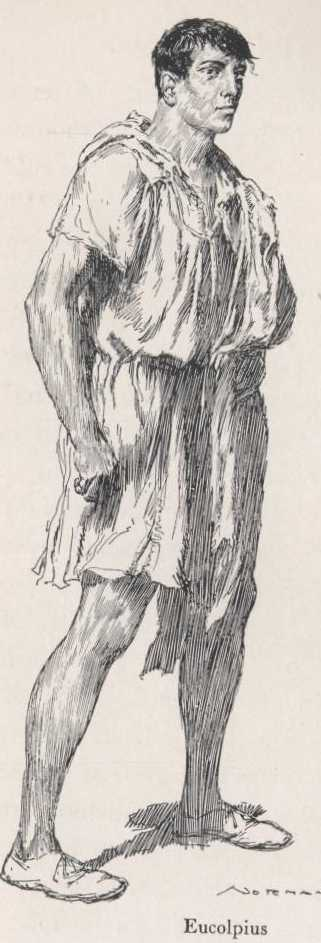
Encolpe vu par l'illustrateur australien Norman Lindsay.

#### En français
En 1910, l'éditeur Louis Conard publie à faible tirage (171 exemplaires) une nouvelle édition de la traduction de Tailhade, contenant quatre illustrations de Georges-Antoine Rochegrosse. Le texte est orné d'encadrements baroques en couleurs à toutes les pages.
Une édition du Satyricon de 1941 et reprenant la traduction de Tailhade, chez Émile Chamontin, présente dix planches gravées en couleurs coloriées au pochoir de la main de Georges Lepape, affichiste et graveur des années 1930, renommé pour ses dessins de mode et ses couvertures de Vogue.
Toujours avec la même traduction, le Club français du livre publie une édition illustrée de dessins d'André Derain.

#### En anglais
La traduction de W. C. Firebaugh (1922) est illustrée par Norman Lindsay.

### Autres traductions et recherches
Le Satyricon a été traduit dans la majorité des langues officielles. En langue anglaise, la première traduction est opérée par William Burnaby en 1694 ; elle a été révisée de nombreuses fois et ce jusqu'en 1964. Celle de Walter R. Kelly (1854) est également notable. Oscar Wilde passe pour avoir traduit le Satyricon dans l'édition de Charles Carrington (1902) sous le pseudonyme de Sebastian Melmoth. Cependant cette attribution a été mise en doute.
De nombreuses autres traductions en anglais se succèdent et, parmi elles, la plus fidèle au texte d'origine demeure celle de J. P. Sullivan, en 1965 chez Penguin. En allemand, Franz Bücheler propose une traduction fidèle et annotée, en 1862. Le travail critique du philologue classique suisse Konrad Müller,, est également notable. En italien, le latiniste Ettore Paratore a traduit fidèlement le Satyricon en 1933 ; Federico Fellini s'est notamment appuyé sur son travail. Une autre traduction, de G. A. Cesareo, revue et commentée par Nicola Terzaghi, en 1950, existe également. On signale aussi une traduction italienne du XVIIe siècle (anonyme), transmise en forme manuscrite et en toute vraisemblance destinée à la circulation clandestine.
Pour continuer à étudier le cheminement des manuscrits du Satyricon, Schmeling fonde en 1969 la Petronian Society, qui publie une Newsletter. Elle édite des articles et des séminaires sur Pétrone et le Satyricon.

### Apocryphes
Nombre d'auteurs ont écrit des suites au Satyricon, afin d'en achever l'intrigue.
José Antonio González de Salas (1588–1654) publie une édition du Satyricon en 1629, republiée en 1643 et incluant un portrait. Salas a comblé les lacunes originelles en insérant des passages qu'il dit tenir d'une édition parisienne. Ces passages sont des pseudépigraphes, actuellement disponibles dans la traduction de W. C. Firebaugh (1922).
En 1690, le Français François Nodot, dit tenir d'un certain Du Pin, officier français, un manuscrit inédit achevant le Satyricon, retrouvé lors du sac de Belgrade en 1688. Publiée en 1693, la version proviendrait de Pieter Burmann le Jeune. L'Espagnol José Marchena Ruiz de Cueto, attaché à l'armée napoléonienne, pour les besoins de son étude sur la sexualité antique, a fabriqué un faux supplément au Satyricon, en latin. Il le traduit en français sous le titre Fragmentum Petronii (1800).
L'Allemand H. C. Schnur publie en 1968 un apocryphe directement traduit. Ellery David Nest publie une édition du Satyricon contenant de nouveaux épisodes prétendument retrouvés à Morazla par Reinhardt Struch de l'université d'Oberhausen et intitulée : The New Satyricon : The Recovered Books (2003). Enfin, Andrew Dalby a édité un épilogue du Satyricon constituant en un récit d'un banquet se déroulant à Massilia vingt années après la fin originelle du texte de Pétrone.

## Réception et postérité
« Il y a des œuvres qui sont des clairières… Les clairières de Watteau s'ouvrent pour les départs nostalgiques et tendres, la clairière de Pétrone sur une libération volontiers crue, mais celle-ci et celle-là nous parlent d'une vie plus vraie qui rend putride notre vie officielle, et que nous avons à regretter, à sauvegarder ou à conquérir »

### Réception
Les réceptions du texte attribué à Pétrone sont diverses. Ainsi, l'abbé Marchena, en 1800, a critiqué le « laxisme des peuples antiques » qui transparaît à travers le Satyricon ainsi que celui des ecclésiastiques chrétiens qui ont conservé, en dépit de son immoralisme, le texte malgré sa débauche. Pour Menendez y Pelayo, en 1875, le Satyricon porte les abominations de la société. Jean Racine cite souvent le Satyricon dans sa correspondance. Gaston Boissier mentionne par exemple cette remarque du dramaturge, élogieuse pour Pétrone : « C’est un air à présent, disait un des traducteurs du Satiricon, et particulièrement entre les personnes de qualité, que d’aimer Pétrone et d’en savoir les beaux endroits ». Au XIXe siècle, le critique et romancier français Edmond de Goncourt avoue aimer le caractère décousu du texte ainsi que sa filiation obscure alors que Gustave Flaubert dit n'avoir rien éprouvé à sa lecture, mais en recommande la lecture et prédit un regain d'attention du roman. L'éditeur de Charles Baudelaire a proposé au poète, grand admirateur de Pétrone, de traduire le Satyricon, mais le projet n'a jamais vu le jour. Oscar Wilde évoque le roman dans Le Portrait de Dorian Gray (1890). Joris-Karl Huysmans, dans son roman À rebours (1884) évoque longuement le roman de Pétrone, « tranche découpée dans le vif de la vie romaine » selon lui. Ernest Renan dans L'Antéchrist y voit un Mérimée antique, au ton froid et exquis, miroir du temps de Néron. Le poète T. S. Eliot, pourtant conservateur chrétien, est un admirateur de l'œuvre de Pétrone ; son poème The Waste Land porte en préface une citation de Trimalcion à propos de la Sibylle de Cumes.

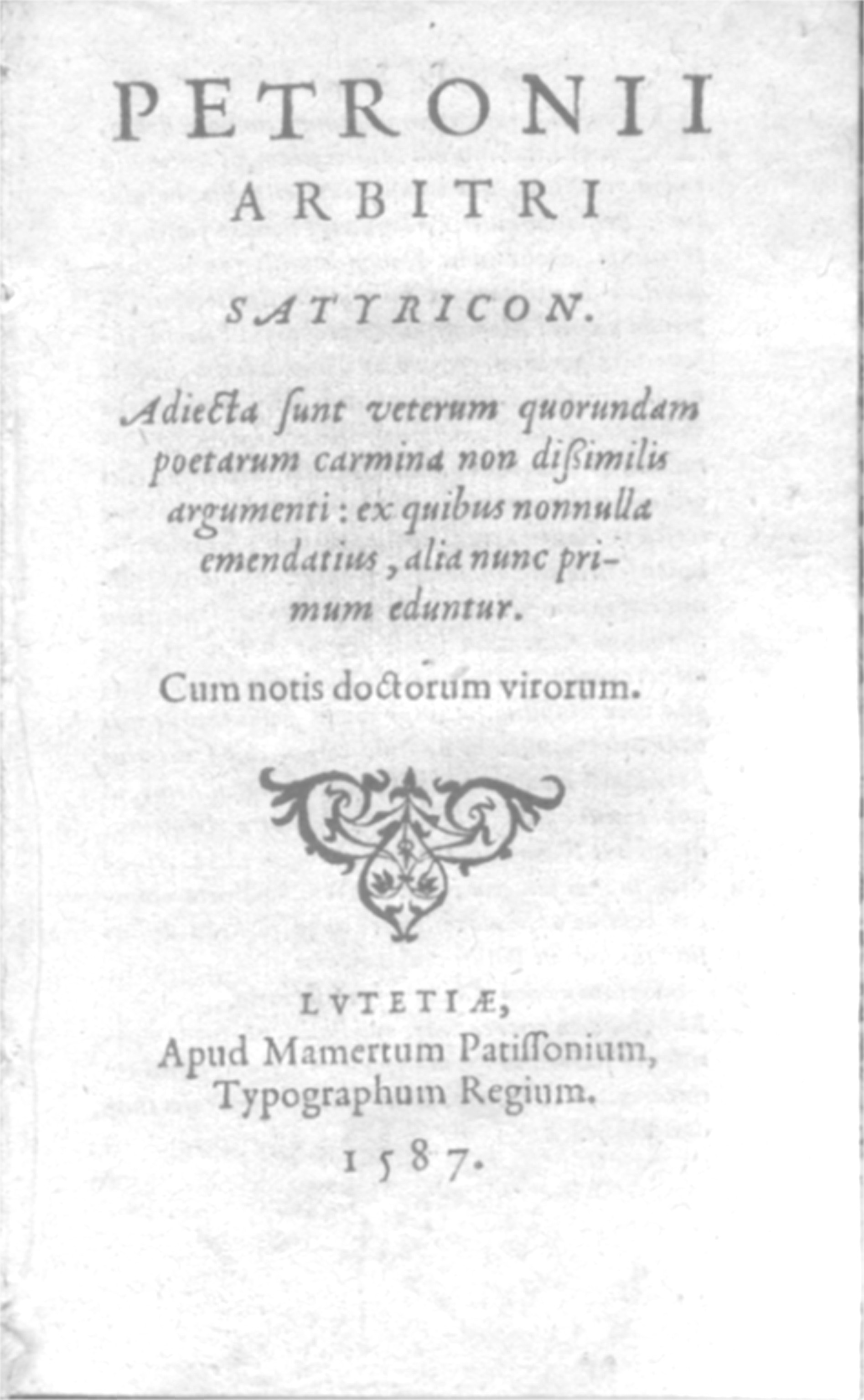
Première page de l'édition de 1587 par Pierre Pithou.

Selon Henry de Montherlant, « le Satyricon est, par sa date, le père du roman latin, et, si l'on excepte les épopées, les grandes fables, le père du roman tout court. Il est aussi, et de beaucoup, le plus réussi des romans grecs et latins ; par sa drôlerie, son invention toujours rebondissante, la peinture vivace des caractères et des mœurs, le style croustillant sans être grossier, où chaque personnage parle selon sa condition. Malgré Martial et Catulle, la littérature latine ne serait pas ce qu'elle est sans Pétrone. » Ce dernier cite, dans l'histoire, deux personnalités fascinées par Pétrone et son Satyricon : Louis II de Bourbon-Condé, qui a pensionné un lecteur spécialement chargé de lui lire et relire le texte, et l'abbé de Rancé qui a commencé à le traduire, de concert avec Bussy-Rabutin mais qui s'en est finalement détourné pour fonder la Trappe.

### Postérité
Le thème du banquet chez un riche affranchi apparaît dans d'autres œuvres de la littérature romaine, sans doute inspirées du Satyricon. Horace (Satires : 2, 8) décrit le banquet de Nasidène, parvenu riche mais ignorant alors que Juvénal (Satires :  24, 29) présente l'agape de Vierron au cours duquel clients et affranchis se querellent. Sénèque (Épîtres : 27, 5) fait le portrait du riche mais ignorant Calvitius.
L'abbé Marchena est l'auteur d'un pastiche du Satyricon intitulé Fragmentum Petronii (1800) et dans lequel il accentue les descriptions pornographiques ainsi que le langage cru des personnages, et insère un chapitre de son invention ; c'est donc un faux littéraire. Le texte inspire le roman de Fernand Kolney : Le Salon de Madame Truphot, ou Le moderne satyricon publié en 1927. Les réécritures sont multiples, en particulier les contes insérés. Henryk Sienkiewicz, dans son roman Quo vadis ? (1895) fait apparaître Pétrone et lui fait rencontrer les pères de l'Église, Paul et Pierre. Philippe Mudry note que « la fortune littéraire de Pétrone, en particulier celle du conte de la Matrone d’Éphèse, a été et reste immense. L’histoire traduite, adaptée ou transformée, se retrouve chez une multitude d’auteurs ». Ainsi, L'École des veuves de Cocteau (1936) « trouve son origine dans le conte mythique La Matrone d'Éphèse, tel qu’il est raconté par Pétrone au milieu du Ier siècle apr. J.-C., aux chapitres CXI et CXII du Satyricon ». Dans son roman Gatsby le Magnifique (1925), F. Scott Fitzgerald caractérise explicitement son personnage principal éponyme sous les traits de Trimalcion (au chapitre VII notamment). L'édition de Cambridge est même sous-titrée : « Trimalchio ».
L'esthétique de Pétrone et en particulier celle du Satyricon a influencé nombre d'écrivains tels : Henry de Montherlant, Laurence Sterne (Tristam Shandy, 1760), l'auteur de romans picaresques Tobias Smollett et Henry Fielding. La veine littéraire du roman comique du XVIIe siècle, certains romans du XVIIIe comme Joseph Andrews ou Histoire de Tom Jones, enfant trouvé de Fielding, la satire critique de Jean Barclay, ou encore l'Histoire amoureuse des Gaules (1665) de Roger de Bussy-Rabutin sont les héritiers de l'esthétique du Satyricon.
Uderzo et Goscinny, dans Astérix chez les Helvètes mettent en scène une orgie à la première case de la page 7 qui est une allusion parodique au festin chez Trimalcion.

## Adaptations

### Arts graphiques
La bande dessinée Péplum de Blutch, datant de 1996, est librement inspirée du Satyricon de Pétrone. Plusieurs éléments du texte original (le personnage de Giton et le thème de l'impuissance sexuelle) sont exploités, autour d'une trame différente cependant : l'histoire d'amour entre un homme et une femme prise dans les glaces, empruntée à un ballet de Roland Petit.
Dans la série Murena, scénarisée par Dufaux et dessinée par Delaby puis Theo, Pétrone est un ami du héros (fictif) éponyme. Le début du tome 10, intitulé Le Banquet (2017), se réfère explicitement au Satyricon : lors d'un festin chez Trimalcion, Pétrone a une relation avec un éphèbe nommé Encolpe qui, venant lui-même d'écrire un texte qui est une citation du Satyricon, conseille au poète d'immortaliser de genre d'orgie.

### Films

#### Satyriconde Polidoro
Le Satyricon a été adapté à l'écran par Gian Luigi Polidoro en 1968. Le film est beaucoup plus fidèle au texte de Pétrone que celui de Fellini mais il présente une esthétique mélancolique. En dépit de certains scènes obscènes censurées qui gênent sa distribution, le film réalise des entrées appréciables. Polidoro a acheté les droits de l'œuvre de Pétrone, ce qui explique que Fellini, qui commence le tournage la même année, a intitulé son film Fellini-Satyricon, non sans avoir entraîné une querelle juridique entre les deux hommes.

#### Satyriconde Fellini

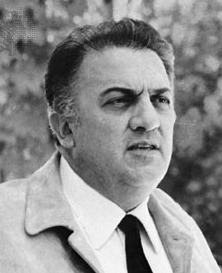
Federico Fellini.

Federico Fellini en 1969 adapte le Satyricon au cinéma. Selon Hubert Zehnacker et Jean-Claude Fredouille, ce film révèle les fantasmes du cinéaste (goût du monstrueux et du morbide) plutôt que l'esthétique de Pétrone. Fellini dit avoir lu le Satyricon alors qu'il était au lycée ; il raconte avoir été marqué par les illustrations chastes de l'édition qu'il possédait. Lors de la réalisation de son film, Fellini (qui a utilisé la traduction latine de Ettore Paratore, 1933) a comblé les lacunes du texte en inventant des scènes. Il a aussi tenu à travailler une esthétique dénuée de mentalité chrétienne notamment la représentation du péché. Cependant, le film a une finalité réfléchie : Fellini affirme que son Satyricon (dont le titre original italien est Fellini Satyricon) est une œuvre préchrétienne pour l'ère post-chrétienne. Son scénariste, Bernardino Zapponi, considère le Satyricon comme étant une histoire de science-fiction pour son époque. Dans son film, Fellini présente une Antiquité dans laquelle toutes les valeurs se sont écroulées et où plus personne ne se comprend. La sexualité y est le seul moteur existentiel, si bien que l'on peut y voir une critique de la société de consommation contemporaine. Le réalisateur a cependant adapté très largement l'histoire originale. Par exemple, il choisit comme cadre Rome et non la Grèce, remplace Encolpe par Agammemnon lors du festin chez Trimalcion, invente une longue scène chez Habinnas et, même, insère des éléments anachroniques.

### Opéra
Le Satyricon de Pétrone a également inspiré à Bruno Maderna un opéra en un acte intitulé Satyricon, inachevé, et qui a fait l'objet de trois versions (la création au Festival de Scheveningen en 1973, la version télévisée et celle radiophonique). Maderna a souhaité respecter scrupuleusement le texte original mais il en compose le livret à partir de la scène du Festin chez Trimalcion, scène qui détermine l'unité d'action, de lieu et de temps et auquel il adjoint cependant des éléments extérieurs ou inventés comme : le récit de La Matrone d'Éphèse par Habinna, le dialogue entre Fortunata (la femme de Trimalcion) et Eumolpe, et enfin un passage sur l'argent extrait des fragments du roman. L'opéra de Maderna ne suit pas la chronologie du roman de Pétrone ; il cherche à établir des relations entre différents fragments du texte, relations qui n'existent pas dans le roman original. L'esthétique réaliste ainsi que la satire du monde social sont conservées, même si Maderna porte un regard bienveillant sur le personnage de Trimalcion.